# NHIndustries NH90
Le NHIndustries NH90 est un hélicoptère militaire de manœuvre et d'assaut biturbine européen, assigné au transport militaire, de la classe des 11 tonnes. Il fut conçu par une coopération entre la France, l'Allemagne, l'Italie et les Pays-Bas, rejoints après le lancement du premier prototype en 2000 par le Portugal, la Finlande, la Norvège, la Suède et enfin la Belgique. Il est produit par NHIndustries, une coentreprise européenne qui comprend Airbus Helicopters, AgustaWestland — fusionnée avec Leonardo-Finmeccanica en 2016 — et Fokker Technologies.
Le NH90 se décline en deux versions principales actuellement en service : la TTH (transport tactique) et la NFH (lutte antisurface et anti-sous-marine). Si l'on considère le MRH90 australien et la version suédoise comme des déclinaisons de la version TTH, la gamme est dérivée en 23 versions et sous-versions.
Depuis sa mise en service, le NH90 a subi plusieurs problèmes techniques, qui ont retardé son déploiement par certains utilisateurs. En 2022, la Norvège a mis fin au programme et a exigé un remboursement complet, tandis que l'Australie a décidé de le retirer 10 ans plus tôt que prévu.

## Histoire
Après plusieurs vols de prototypes, la production commence le 8 juin 2000. À ce moment-là, Eurocopter confirme un total de 243 NH90 commandés. Par la suite, d'autres pays rejoignent le programme avant de lancer à leur tour des commandes. Le premier hélicoptère de série vole le 15 septembre 2004 à Vergiate, en Italie.
Les trois premiers appareils de série sont livrés à la Heeresfliegertruppe allemande en décembre 2006.
Pour la Marine française, la première livraison a eu lieu le 30 avril 2010. L'armée française lui donne le nom de « Caïman », pour la version destinée à l'Armée de terre française, et « Caïman Marine » pour la version marine. En décembre 2011, l'ALAT reçoit son premier NH90 TTH. En août 2012, l'Armée de terre italienne effectue le premier déploiement du NH90 sur un théâtre d'opérations extérieur en Afghanistan.
En mars 2018, après l'annonce du contrat qatari, Airbus déclare que le nombre d'appareils ayant été livrés, à vingt clients dans treize pays, s'élève à 350 exemplaires sur une commande globale de 543.
En novembre 2020, 427 NH90 ont été livrés à 18 clients dans treize pays et ont accumulé plus de 265 372 heures de vol. Le 500e est livré le 17 mars 2023.

## Programme
Le programme NH90, pour « NATO Helicopter 90 » (en français : Hélicoptère OTAN 90, « 90 » se référant à la décennie 1990 qui a vu naître le projet) est né d'études menées par le NATO Industrial Advisory Group NIAG SG 14 (OTAN) pour un hélicoptère commun de transport tactique et naval. En 1992, l'agence NAHEMA (NAto HElicopter Management Agency) est créée à Aix-en-Provence. Celle-ci représente les quatre nations participantes : l'Italie, la France, l'Allemagne et les Pays-Bas. À cette même époque, NH Industries est créée ; cette dernière est composée des quatre compagnies actionnaires : Agusta (Italie), Eurocopter France (France), Eurocopter Deutschland (Allemagne) et Stork Fokker, succédant à Fokker depuis disparu (Pays-Bas). NHI assure le management du programme NH90, la mercatique et le soutien après-vente.
En juin 2001, le Portugal rejoint le programme NH90 et devient actionnaire à 1,5 %. Il y a alors cinq nations participant au programme. Fin 2002, la Finlande, la Norvège et la Suède, regroupées au sein du comité de programme NSHP (Nordic Standard Helicopter Project), ont sélectionné le NH90. Le 1er septembre 2003, la Grèce signe la commande de vingt NH90 (plus quatorze en option). Le 24 juillet 2004, le Sultanat d'Oman signe la commande de 20 NH90 pour son armée de l'Air. Il s'agit du premier contrat à l'export hors Europe. En août 2004, l'Australie décide d'équiper son armée avec le NH90, appelé MRH90 (Multi-Role Helicopter 90). Il s'agit d'une commande ferme de 12 appareils. L'Australie devient le 11e pays client de NHIndustries. En avril 2005, la Nouvelle-Zélande annonce son intention d'équiper sa force aérienne d'hélicoptères NH90, en remplacement de sa flotte vieillissante. Le nombre d'appareils commandés devrait tourner autour de dix ou douze. Le 14 décembre 2005, la Belgique passe commande de dix NH90 qui remplaceront ses Sea King et ses Alouette III, commande réduite à huit en date de 2013. Depuis, de nouvelles commandes sont intervenues, avec notamment une commande supplémentaire allemande de 42 exemplaires lors du salon du Bourget 2007.
Ce programme souffre de retards et de surcoûts. De plus, les premiers retours des militaires néerlandais, en juin 2011, sont loin d'être entièrement positifs, car le NH90 doit à la fois remplir les fonctions de manœuvre pour la Marine comme le Lynx Auguta Westland ainsi que le transport de troupes comme le AS-532 Cougar.
Le 21 décembre 2012, la Direction générale de l'Armement prenait livraison du huitième Caïman Marine de la Marine nationale, le NH90, premier Step B, standard 2 (autoprotection par leurres infrarouges, lutte ASM avec torpille MU90, recalage inertiel, et détection électromagnétique ESM). Cette version sera suivie d'un troisième standard, le « Full Radar Capability » (pleine capacité radar), livrée à la Marine en septembre 2015, avec le NH15. Cette version intermédiaire vers la version finale, MR1, concerne principalement l'amélioration du radar.
Le 14 février 2013, l'Armée de terre, qui avait à l'origine souhaité 133 appareils, a officiellement adopté son nouvel hélicoptère. Cette adoption officialise l'autorisation d'emploi par le personnel de l'Armée de terre de cet appareil. Elle permet ainsi aux instructeurs du centre de formation interarmées du Cannet-des-Maures de commencer la formation de pilotes opérationnels.
Fin mars 2014, le Qatar signe une lettre d'intention pour vingt-deux appareils, dont douze en version terrestre TTH et dix en version navale NFH. Le contrat est évalué à deux milliards d'euros. Le 13 octobre 2015, a eu lieu la livraison du 250e NH90. La machine livrée est une version TTH qui sera utilisée par les forces spéciales italiennes.

## Modernisation à mi-vie
En décembre 2023, l'Agence Otan de gestion des hélicoptères [NAHEMA - NATO Helicopter Management Agency] a notifié au consortium NHIndustries un contrat pour le développement et la qualification de la mise à niveau du NH-90, appelée Block 1 [également connue sous le nom de Software Release 3 – SWR3, ou encore « version 2 »] pour 600 millions d’euros. Environ 200 hélicoptères, en version NFH et TTH, seront concernés.
Elle consistera à corriger les obsolescences et à remplacer la liaison tactique L11 par la L22, mieux sécurisée et permettant de partager un flux de données plus important sans nécessairement passer par un satellite. En outre, il est question d’intégrer de nouveaux équipements, dont le système d’identification IFF Mod 5 Niveau 2, une suite de capteurs électro-optiques de dernière génération LEOSS-T ainsi qu’un sonar OTS-90 Mark II. Il est aussi prévu de lui permettre l'emport de la torpille américaine Mk54   et du missile antinavire Marte ER de MBDA. Il devrait également avoir la capacité de contrôler des drones (capacité MUM-T [Manned-Unmanned Teaming]).
Pour la suite, selon NHIndustries, « Nous avons un plan clair visant à prolonger la durée de vie du NH90 jusqu’à 50 ans. […] Le programme du Block 1 couvrira les dix à quinze prochaines années. Au-delà de cet horizon, nous prévoyons également la mise à niveau « Block 2 », qui définira les évolutions futures de la plateforme et garantira sa capacité à répondre aux besoins du champ de bataille de demain ».

## Caractéristiques techniques de base

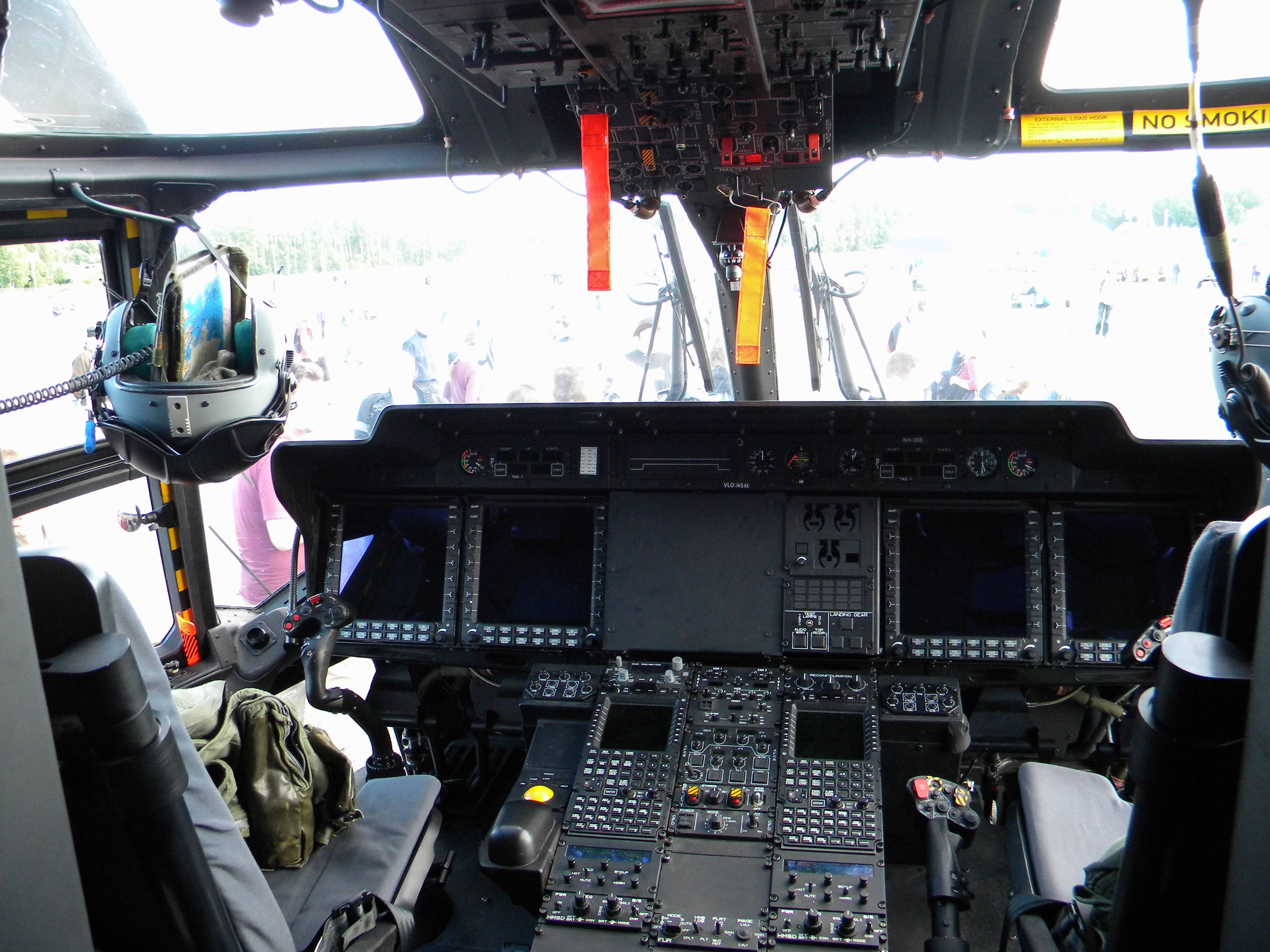
Cockpit d'un NH90 de l'armée finlandaise.

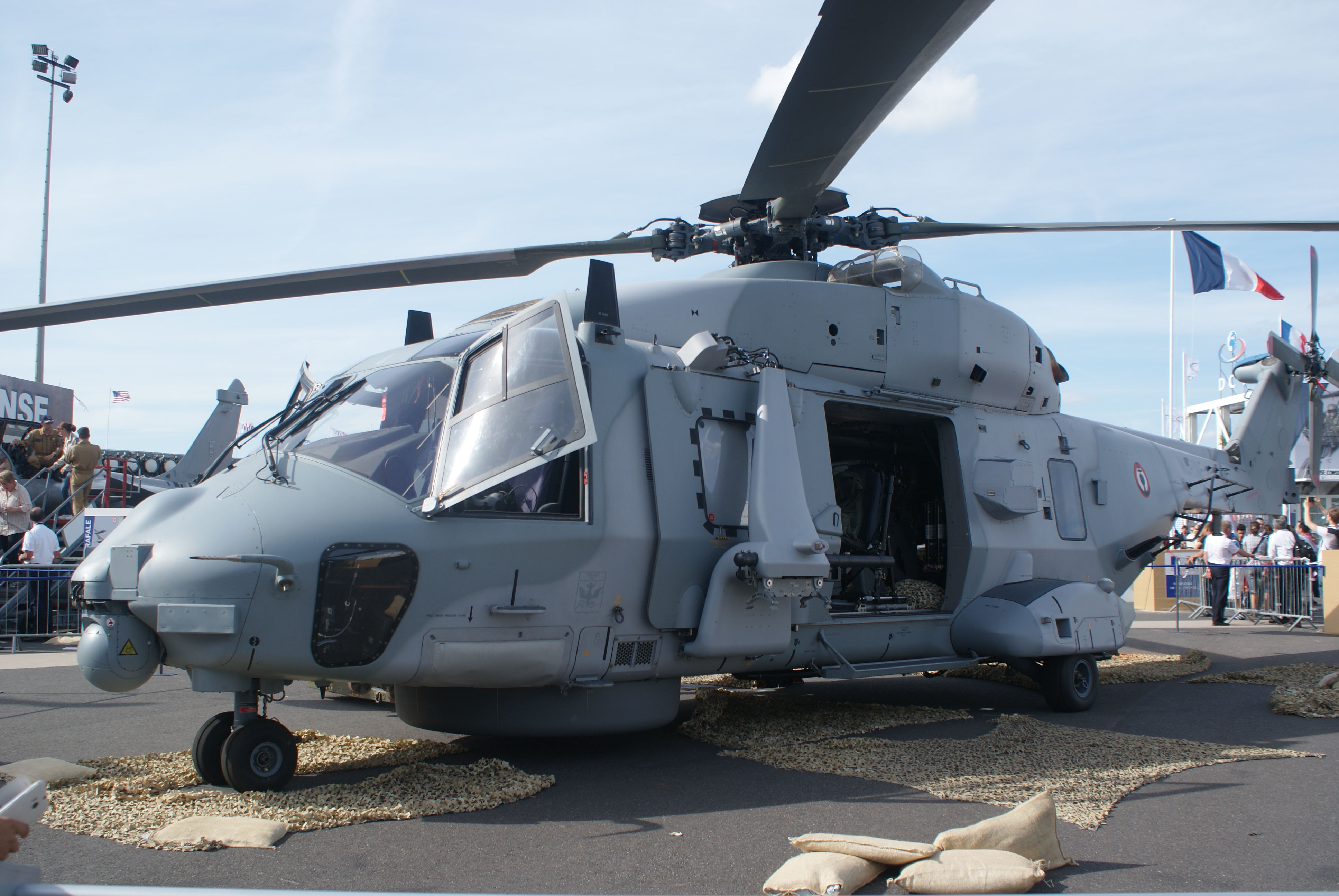
Caïman Marine de la Flottille 33F française exposé au salon du Bourget en 2015.

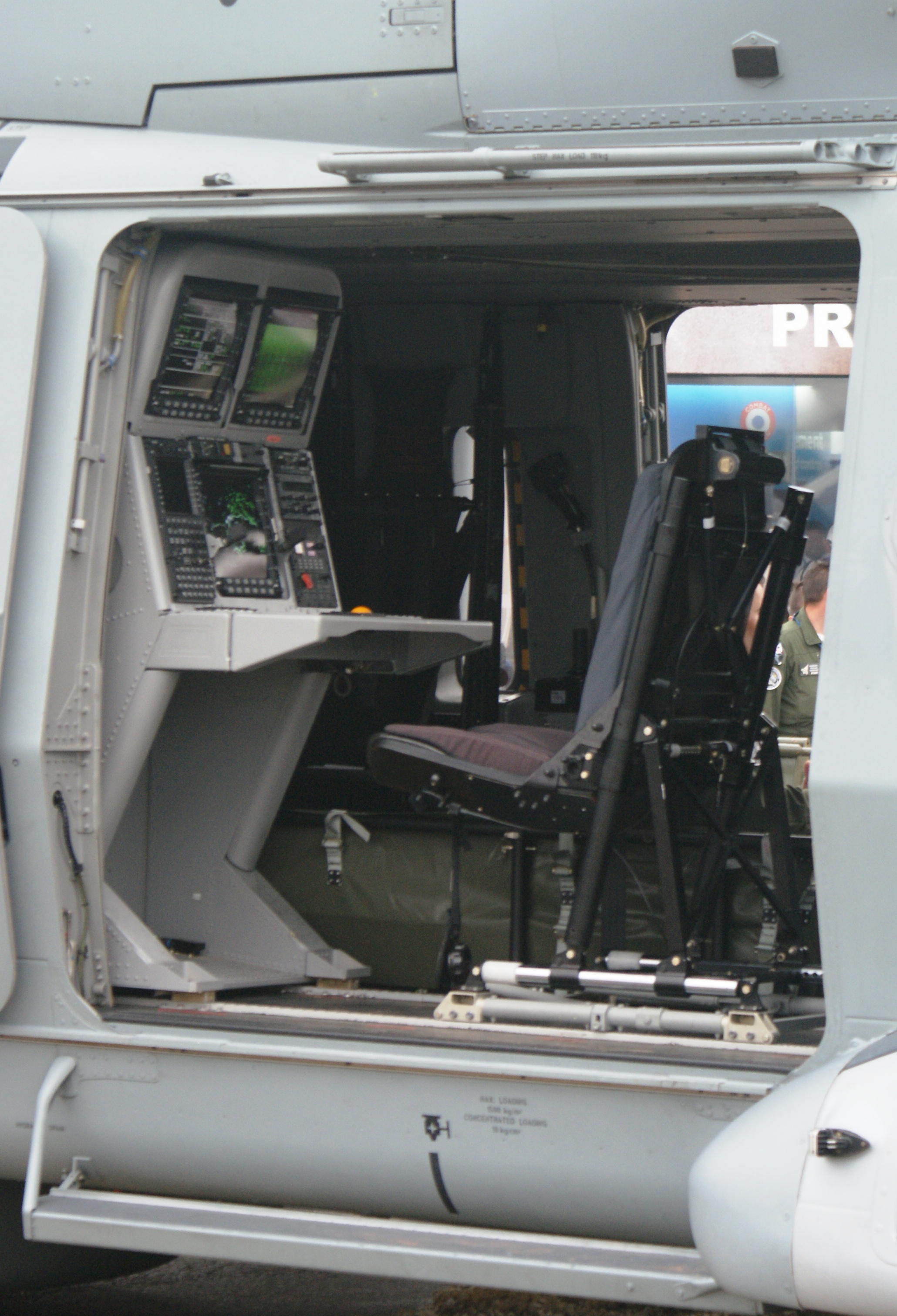
Poste tactique utilisé par l'HELAE d'un Caïman Marine pour la lutte antisurface et anti-sous-marine.

### Dimensions internes
- Longueur : 4,8 mètres.
- Largeur : 2 mètres.
- Hauteur : 1,58 mètre.
- Volume : 15,28 mètres cubes.

### Dimensions externes
- Longueur : 19,56 mètres rotor tournant.
- Largeur : 16,30 mètres rotor tournant.
- Largeur : 4,60 mètres rotor non compris.
- Hauteur : 5,31 mètres.

### Principales caractéristiques
- Équipage : un pilote, un opérateur tactique, un opérateur multisenseurs.
- Motorisation : bimoteur 2 × 1 864 kW avec 2 Rolls-Royce Turbomeca RTM322 (2 500 ch) ou General Electric T700[4].
- Fuselage en composites résistant au crash avec une faible signature radar.
- Réservoirs auto-obturants.
- Trains d’atterrissage rétractables et résistants aux crashs.
- MRP (Moyeu Rotor Principal) en titane de type Sphériflex.
- Commandes de vol électriques.
- Avionique avec des écrans couleur LCD 8’’x8’’ avec affichages multifonctions : vol, mission, maintenance...
- Autodiagnostic de pannes et système de maintenance intégré.
- Redondances multiples pour les systèmes vitaux.
- Tous les systèmes dynamiques (BTP, BTA, BTI...) peuvent fonctionner 30 minutes sans lubrification.
- Système Antivibratoire à Résonateur Intégré à Barres (SARIB).
- Sièges blindés face aux menaces de petits calibres (Version TTH uniquement).
- Protection contre la foudre.
- MTTR (Mean Time To Repair) : 4 heures.
- Transport d'une vingtaine d'hommes ou 2,5 tonnes de fret.

## Versions

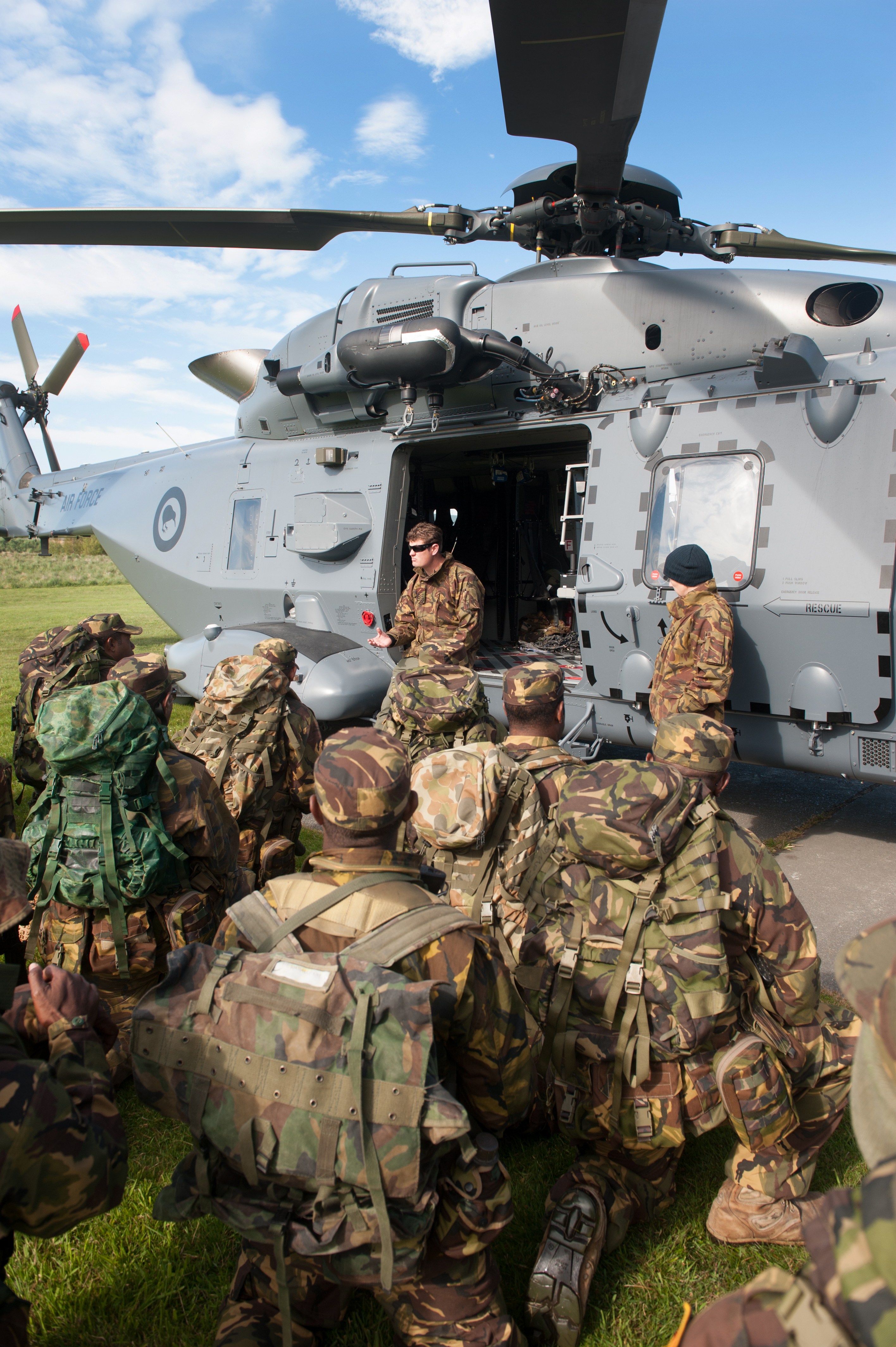
Forces néozélandaises en briefing avant leur déploiement en Afghanistan.

### Tactical Transport Helicopter (TTH)

#### Rôle et missions (TTH)
Le rôle principal de la version TTH est le transport de troupes, l'appareil peut accueillir jusqu'à vingt soldats et leur équipement ou plus de 2 500 kg de charge d'emport. Il peut être rapidement adapté aux missions d'évacuation sanitaire en installant jusqu'à douze civières. Ses missions supplémentaires comprennent le transport silencieux de groupes d'opérations spéciales, la guerre électronique, l'utilisation de l'appareil en tant que poste de commandement volant, le largage de parachutistes, le transport de VIP et de la formation de vol.
Selon l'ALAT, c'est l'utilisation conjointe du couple NH90 Caïman/EC665 Tigre qui révolutionne les manœuvres d'aérocombat en prenant l'ennemi de vitesse avec des capacités améliorées de 50 % à 100 % par rapport au couple Gazelle/Cougar et de 90 % à 220 % par rapport au couple Gazelle/Puma. Avec un réservoir supplémentaire, le Tigre peut accompagner un NH90 Caïman avec ses 8 commandos à son rayon maximal de 320 km sur 2 h 20 min à 35 °C et 1 000 pieds (12 commandos à 240 km en 1 h 54 min) contre seulement 215 km en 1 h 54 min pour un Cougar rénové (12 commandos à 115 km en 1 h), pour sécuriser la zone de poser, attendre la fin d'une opération de commando de type fouille de village ou évacuation sanitaire par exemple, puis couvrir la zone d'extraction en fin de l'opération.
L'armée de terre italienne les désigne par l’appellation UH-90A. L'armée suédoise a commandé des modèles équipés de cabines hautes, dans lesquelles la hauteur est portée à 1,82 m et un système spécifique de missions tactiques développé par Saab est intégré, les appareils sont appelés HKP14.

#### Caractéristiques techniques (TTH)
Le NH90 fait appel à un nombre important d'innovations technologiques dans l'emploi de matériaux composites au niveau de la structure et l'intégration de systèmes modulaires utilisant la technologie numérique. Premier hélicoptère de série doté de commandes de vol électriques (fly-by-wire), cet appareil possède une grande manœuvrabilité et agilité qui lui permettent d'assurer des missions de jour comme de nuit même dans de très mauvaises conditions météo.
La version terrestre TTH peut emporter jusqu'à 20 combattants, 2 500 kg de matériel ou un véhicule léger. Les pilotes sont équipés d'un système visuel de casque intégrant un dispositif de vision nocturne de dernière génération comparable à celui du Tigre. L'appareil dispose également d'une rampe arrière, afin de débarquer un plus grand nombre de troupes rapidement, et de mitrailleuses légères sur les flancs.
- Masse maximale : 10 600 kg (11 000 avec élingue)
- Masse à vide : ~7 000 kg
- Vitesse maximale : 175 nœuds
- Vitesse de croisière : 150 nœuds
- Autonomie : 4 h plus 30 minutes de réserve sans réservoir supplémentaire
- Distance max franchissable : >510 nautiques (945 km)
- Motorisation :
  - 2 RTM 322 Pw : 2 × 1 864 kW (2 500 ch), 2 × 1 500 kW en continu ;
  - 2 GE T700-T6E[4].
- Équipage normal : 1 chef de bord (pilote expérimenté responsable de la mission), 1 pilote (responsable de la conduite du vol) et 1 mécanicien navigant (MVAVT responsable technique du vol et conseiller technique du chef de bord) (en fonction de la mission : + 1 chef de soute, +1 treuilliste, +1-2 mitrailleurs)[24].

### Version TTH «Forces Spéciales»

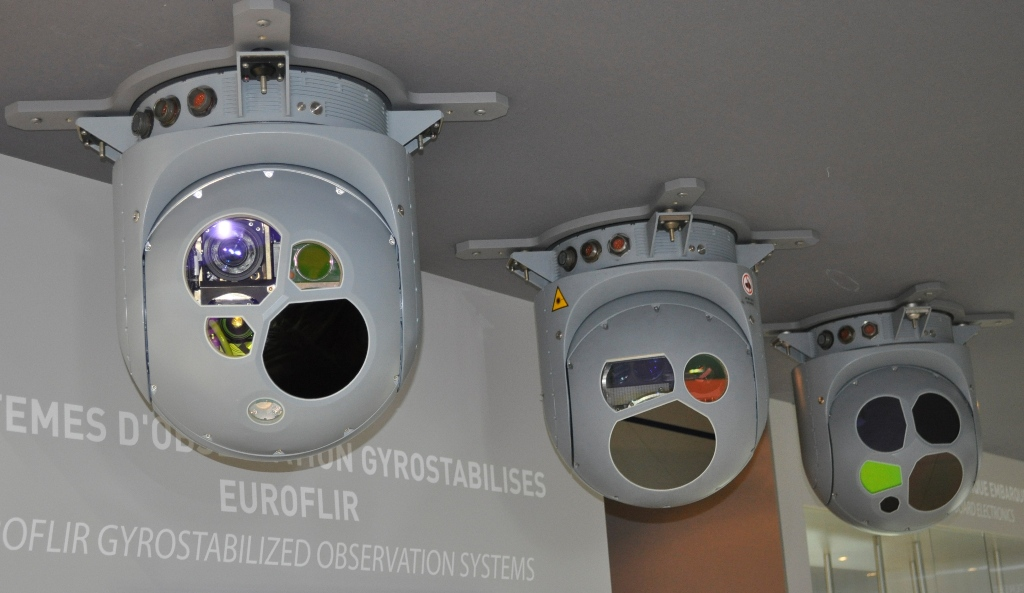
Boules optroniques Euroflir

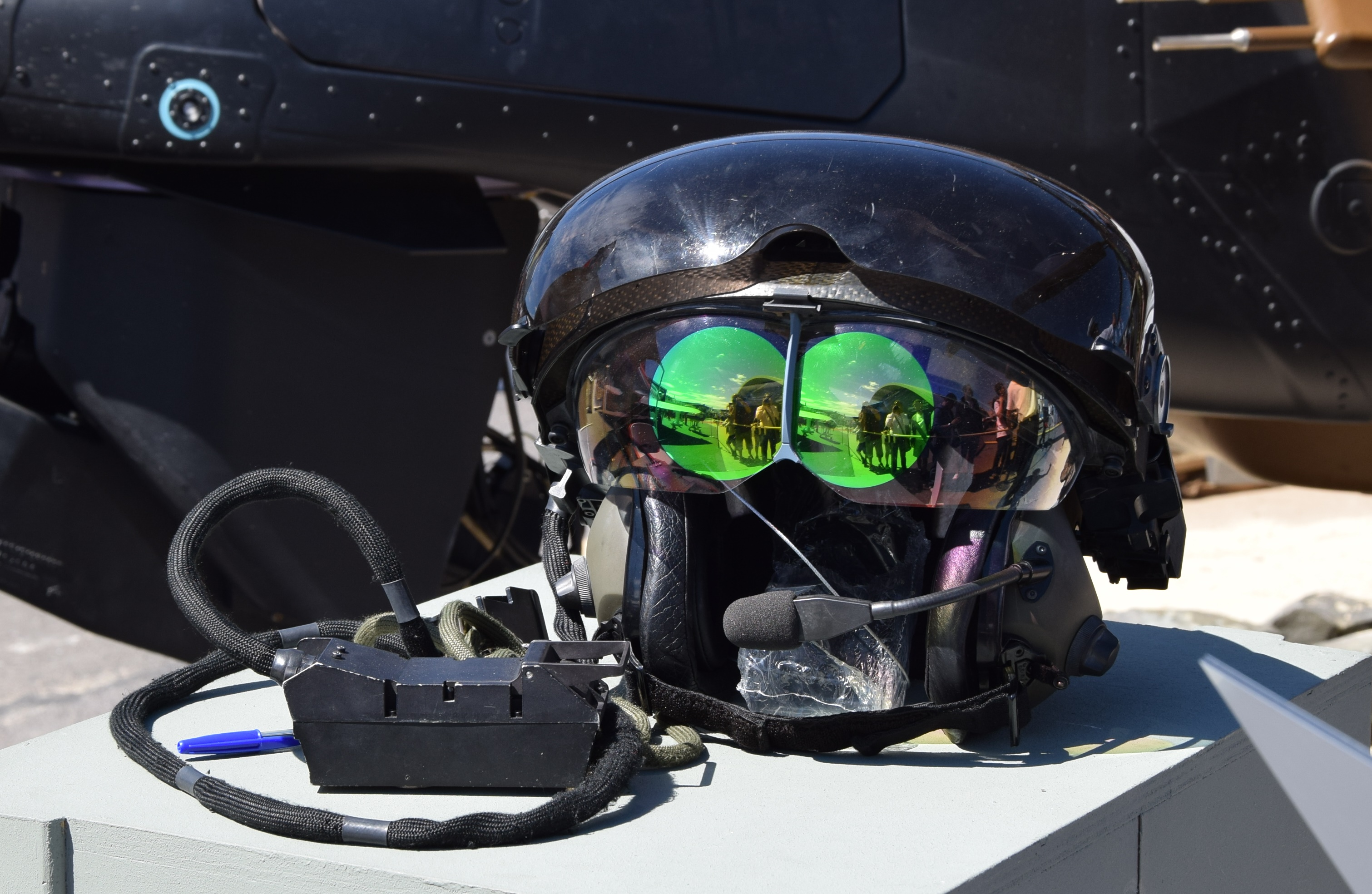
Casque TopOwl

En 2020, la DGA demande pour la France une version dédiée aux commandos. Elle est dotée de la boule optronique Euroflir EOS410 (Safran) de nouvelle génération, du système « Eurofl’Eye », lequel repose sur un capteur multispectral panoramique 3D d’aide au pilotage associé au casque binoculaire TopOwl (Thales), pourvu d'un affichage numérique de visée, d'un laser permettant une désignation de cible au profit d'un hélicoptère Tigre ou bien de forces au sol. L'association entre la boule optronique, le capteur grand champ et le casque offre une vision en 3D « augmentée » sur une couverture angulaire de 240° en gisement et de 90° en site. Cette suite optronique permet de pointer des éléments d’intérêt au profit du reste de l’équipage et un désignateur laser pour délivrer de l’armement en collaboration avec l’hélicoptère Tigre, par exemple. Le membre opérationnel de soute et le chef de groupe bénéficient d'une copie des images de la caméra, leur offrant vision et renseignements sur leur zone d’action.
La soute est modifiée de manière à améliorer les opérations d’aérocordage, l’une des trappes de soute est également agrandie pour faciliter la récupération en « grappe ». Des réservoirs externes permettent d'augmenter son rayon d'action. De nouvelles ouvertures latérales sont créées pour les mitrailleuses de sabord M134 Minigun et FN M3M de calibre 12,7 mm, libérant ainsi les portes standards afin de ne pas gêner la dépose et la récupération des combattants. Un membre d’équipage supplémentaire prendra place à bord. Dix-huit exemplaires sont prévus par la Loi de programmation militaire [LPM] en cours (2024-2030), à destination du 4e RHFS de Pau, composante du Commandement des opérations spéciales [COS] en remplacement de ses  Caracal et Cougar,. La livraison s’échelonnera de l’été 2026 au printemps 2029.
Vidéo de présentation (ministère des armées) 2'

### Nato Frigate Helicopter (NFH)

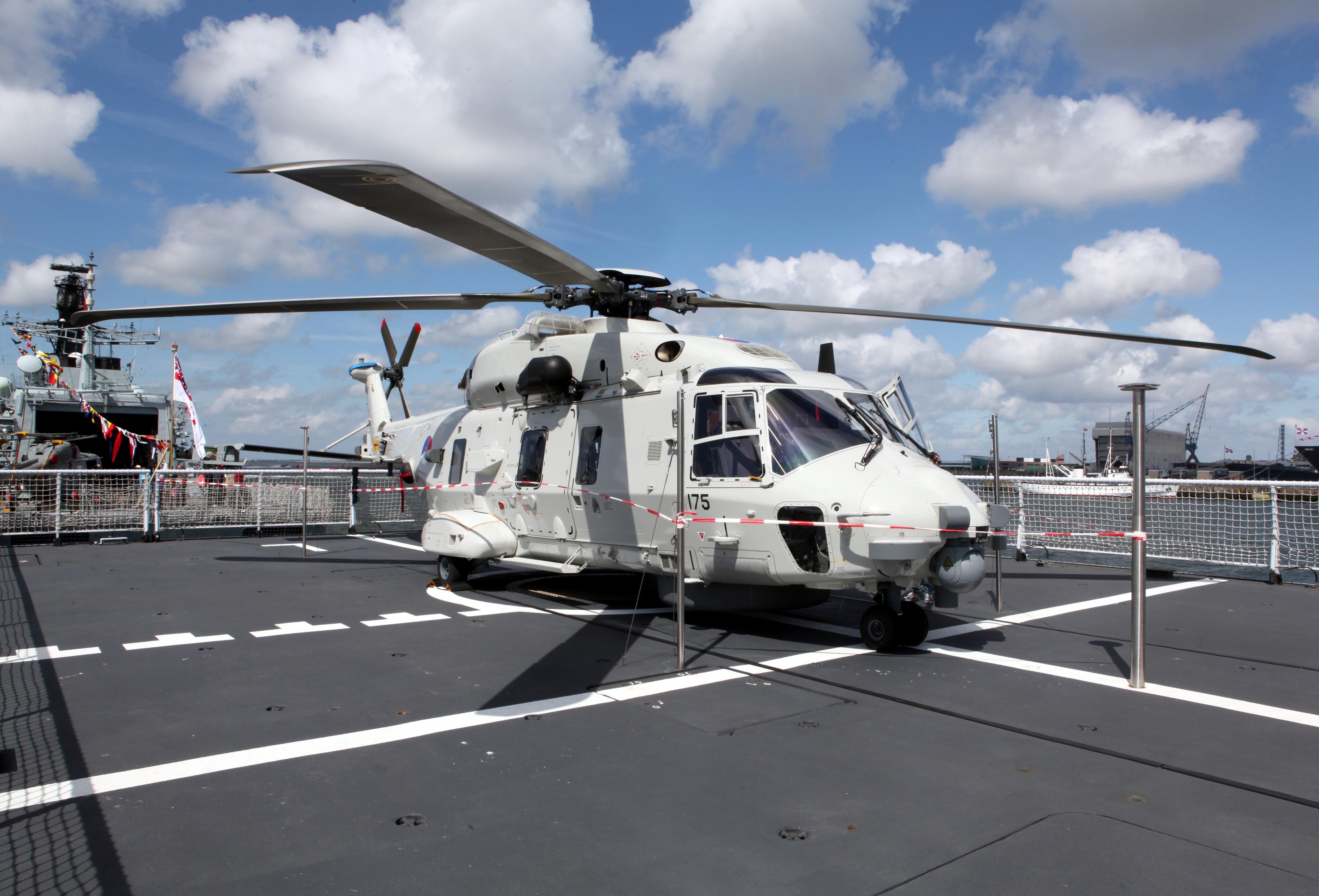
Appareil de la marine néerlandaise embarqué.

#### Rôle et missions (NFH)
La version NH90 NFH intervient principalement à partir de bâtiments de guerre équipés de pont d'envol (frégates de défense aérienne, frégates multimissions (FREMM), porte-avions nucléaire Charles-de-Gaulle, bâtiments de projection et de commandement), de jour comme de nuit, y compris avec des conditions météorologiques défavorables, en particulier lors du décollage, grâce à la grande manœuvrabilité que lui confère ses commandes de vol électriques.
Son radar Thales European navy radar (ENR) dérivé de l 'Ocean Master lui permet de détecter des cibles jusqu'à 200 km de distance sur 360°,.
La France y intègre un dispositif de détection d’anomalies magnétiques MAD-XR [Magnetic Anomaly Detection Extended Role], proposé par le groupe canadien CAE depuis 2019. Il s'agit d'« un magnétomètre extrêmement sensible, conçu pour détecter les modifications du champ magnétique terrestre » qui, en mesurant les perturbations du champ magnétique, permet de détecter la présence d’un sous-marin en immersion. Du fait de sa taille et de sa masse réduites, il peut être installé sur des appareils plus légers que les avions de patrouille maritime [PATMAR] pour lesquels ce type de dispositif était  jusque-là réservé. « Après une campagne de relevés magnétiques sur Panther et Caïman réalisée en juillet 2023, le Centre d’expérimentations pratiques et de réception de l’aéronautique navale [CEPA/10S] a mené à bien l’intégration du MAD-XR sur Caïman avec le soutien de la direction technique de la Direction générale de l’armement [DGA] ». Une campagne d’expérimentation a été menée entre le 15 et le 19 avril 2024 afin d’évaluer ses performances « Les résultats obtenus sont très prometteurs et permettent d’envisager un passage à l’échelle dès que la modification sera approuvée par l’autorité technique ».
Les missions sont :
- la lutte anti-sous-marine. L'hélicoptère NFH met en œuvre très rapidement son sonar trempé FLASH grâce à une vitesse de treuillage de 10 m/s[32], des bouées acoustiques, un dispositif de détection d’anomalies magnétiques s'il en est équipé, et des torpilles MU90 ou Mark 46. Il part sur une zone de patrouille qui peut lui avoir été signalée par un navire disposant de moyens de détection. Le vol de transit se fait à 150 nœuds pendant 40 minutes pour commencer la recherche à 100 nautiques (185 km) de son point de départ à terre ou depuis un navire, puis patrouiller pendant 3 heures et revenir à sa base d'origine[33] ;
- la lutte antinavire par la désignation d'objectifs (navire en mer, ou cible fixe côtière) pour un tir d'Exocet MM40 Block 3c au-delà de l'horizon du bâtiment porteur et jusqu'à 97 milles nautiques (220 km) de distance. La version italienne du NFH met en œuvre le missile antinavire Marte Mk 2/S. La Marine nationale française n'a pas retenu cette option considérant que l'hélicoptère constituerait une mauvaise plateforme de tir pour les missiles Marte dont le tir l'obligerait à s'exposer aux défenses antiaériennes du bâtiment attaqué[33] ;
- lutte contre le terrorisme maritime ;
- poste de commandement héliporté ;
- le transport de 2,5 tonnes de matériels en soute ou de 4 tonnes à l’élingue, ou d'un petit véhicule tactique ;
- la recherche et sauvetage au combat (CSAR) ;
- l'évacuation sanitaire (jusqu'à 12 civières) ;
- le transport de troupes (14 hommes avec leur armement) avec possibilité de leur parachutage ;
- le transport de personnalités.

La version française est appelée Caïman Marine et la version italienne SH-90A.

#### Caractéristiques techniques
Le NH90 fait appel à un nombre important d'innovations technologiques dans l'emploi de matériaux composites au niveau de la structure et l'intégration de systèmes modulaires utilisant la technologie numérique. Premier hélicoptère de série doté de commandes de vol électriques, cet appareil possède une grande manœuvrabilité et agilité qui lui permettent d'assurer des missions de jour comme de nuit même dans de très mauvaises conditions météo.
Compte tenu de sa masse et de ses dimensions d'une part, et de ses pales et son pylône de queue à pliage automatique d'autre part, le Caïman Marine peut opérer à partir de frégates et de porte-hélicoptères d'intervention. Il répond aux spécificités de l'embarquement à la mer.
- Masse maximale : 11 000 kg
- Masse à vide : ~7 500 kg et 8 000 kg avec le kit ASM ;
- Vitesse maximale : 175 nœuds
- Vitesse de croisière : 150 nœuds
- Autonomie : 4h plus 30 minutes de réserve sur réservoirs internes. Aucune version du NH90 ne peut être ravitaillée en vol.
- Distance max franchissable : >510 nautiques
- Motorisation : 2RTM 322 Pw : 2343 ch. au régime max d'urgence ou GE T700[4]
- Équipage normal : 1 pilote, 1 coordinateur tactique/assistant pilote (Tacco) et 1 opérateur multisenseurs/treuilliste (Senso) (+1 plongeur d'hélicoptère et une équipe médicale lors des missions de service public)
- Radar : Version modifiée du Thales Ocean Master avec une portée de détection de 200 nautiques (370 km) et poursuite de plus de 200 cibles de surface ainsi qu'un mode de détection de périscopes[34].

## Commandes et livraisons

Version TTH
Version NFH

Détail des commandes  et des livraisons.

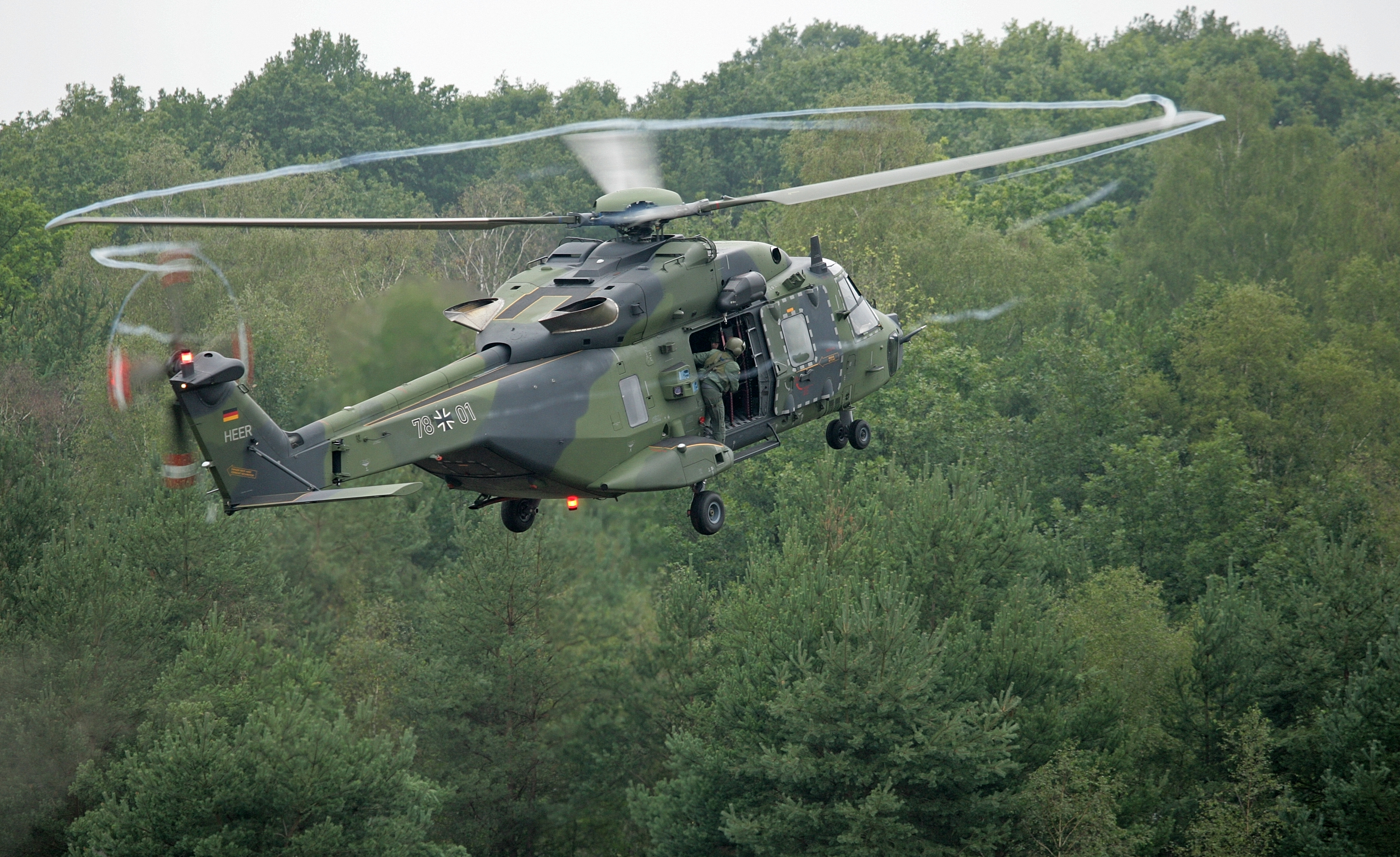
NH90 TTH de la Heer allemande.

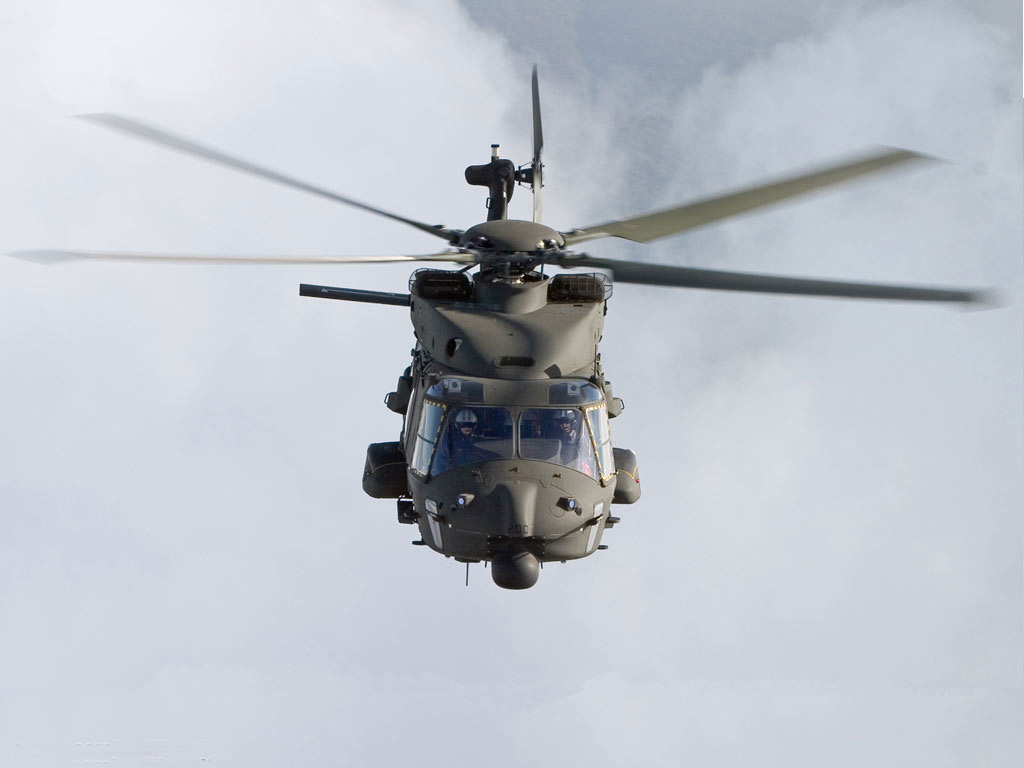
NH90 de l'armée de Terre italienne.

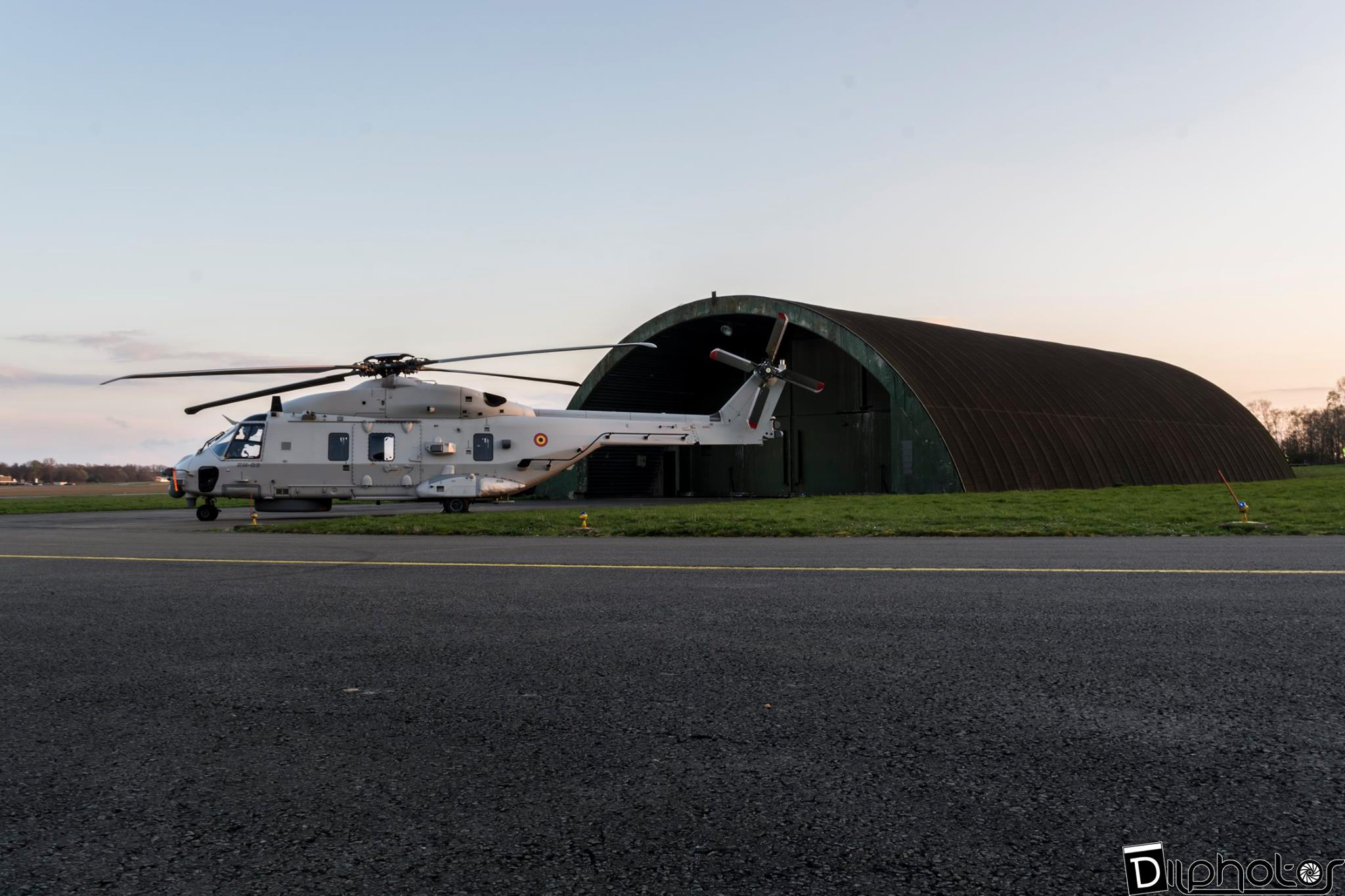
NH90 de la Composante air belge.

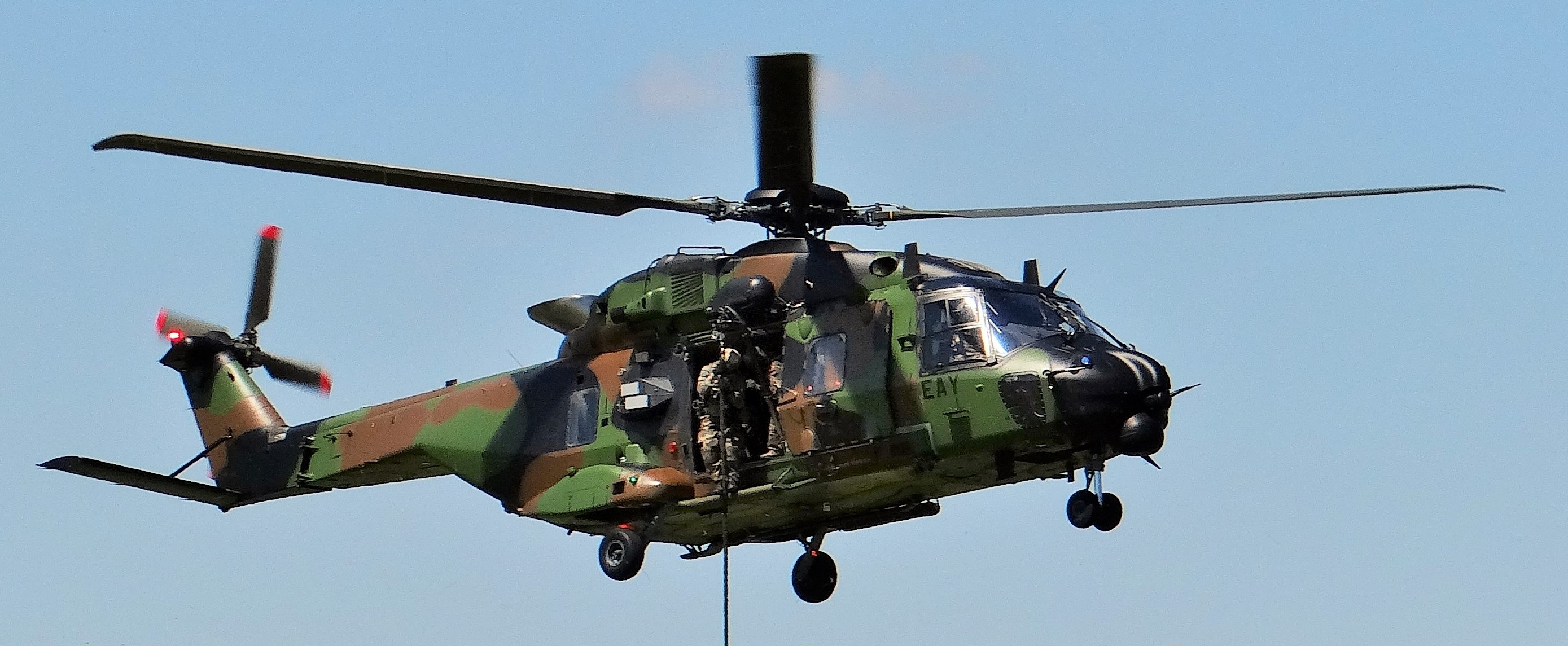
NH90 de l'armée de Terre française.

| Pays             | Commandes | Commandes | Commandes | Livraisons | Livraisons | Livraisons |
| Pays             | TTH       | NFH       | FS        | TTH        | NFH        | FS         |
| ---------------- | --------- | --------- | --------- | ---------- | ---------- | ---------- |
| Allemagne        | 82        | 49,       |           | 52         | 18         |            |
| Australie        | 47        |           |           | 47         |            |            |
| Belgique         | 4         | 4         |           | 4          | 4          |            |
| Espagne          | 38        | 7         |           | 8          | 7          |            |
| Finlande         | 20        |           |           | 20         |            |            |
| France           | 64        | 27        | 18        | 64         | 27         |            |
| Grèce            | 20        |           |           | 20         |            |            |
| Italie           | 70        | 46        |           | 52,        | 24         |            |
| Nouvelle-Zélande | 9         |           |           | 9          |            |            |
| Norvège          |           | 14        |           |            | 14         |            |
| Oman             | 20        |           |           | 20,        |            |            |
| Pays-Bas         |           | 20        |           |            | 20         |            |
| Qatar            | 16        | 12        |           | 0          | 0          |            |
| Suède            | 18        |           |           | 9,         | 9          |            |
| 1. 2. 3. 4.      |           |           |           |            |            |            |

### Australie- Contrat Export Air 9000 (août 2004, puisjuin 2006)
Assemblés par Airbus Helicopters en Australie
- 41 MRH90 Taipan pour l'Australian Army (dont 1 offert par NHI pour compenser le retard pris dans les livraisons pour l'Australie)
- 6 MRH90 Taipan pour la Royal Australian Navy.

### Allemagne- ContratNAHEMA/ NAHEMO (German Deal en 2015)
Assemblés par Airbus Helicopters en Allemagne
- 82 TTH pour le Heer[40]
- 18 NFH Sea Lion pour la Deutsche Marine (en vue de remplacer les Sea King de la Marineflieger)[41].

### Belgique- Contrat NAHEMO (décembre 2005)
Assemblés par Airbus Helicopters en France
- 4 TTH (2 TTH en option) pour la Composante air

Assemblés par Airbus Helicopters en Allemagne
- 4 NFH pour la Composante air (en vue de remplacer les 3 Sea King et les 3 Alouette III actuellement basés à Coxyde).

### Espagne- Contrat Export Espagnol (mai 2005etseptembre 2018)
Assemblés par Airbus Helicopters Espagne
- 32 TTH GSPA pour les Forces aéromobiles de l'Armée de terre espagnole et 6 pour l'armée de l'Air[38].
- 7 NFH MSPT pour l'armada espagnole.

### Finlande- Contrat Nordic (octobre 2001)
Assemblés par Patria en Finlande et Airbus Helicopters en France''
- 20 TTH pour l'armée de Terre finlandaise pour un montant de 371 millions d'euros[42].

### France- ContratNAHEMA/ NAHEMO
Assemblés par Airbus Helicopters en France
- 63 TTH Caïman pour l'Aviation légère de l'armée de Terre dont 44 livrés au terme du projet de loi de programmation militaire 2014-2019[43]. L'ensemble des 63 TTH prévus ont été livrés en février 2025[44],[45].
- 27 NFH Caïman Marine (ou Caïman NFH) pour la Marine nationale, le 27e et dernier exemplaire a été livré à la Marine nationale dans les ateliers d'Airbus Helicopters à Marignane en décembre 2021 (17 livraisons effectuées fin juin 2016[46],[47], 27 en décembre 2021[48]). 13 dont les 7 premiers sont dotés d’une rampe arrière permettant l’embarquement rapide de troupes ou de matériel[49]. Ils souffrent d'un faible taux d'opérabilité dû à une forte corrosion et un important besoin de retour chez le fabricant pour d'importantes mises à jour[50].
- En décembre 2023, dix-huit NH-90 FS (forces spéciales) [ou Standard 2] ont été commandés par la DGA pour le COS, toujours via la NAHEMA. Ils seront livrés au 4e Régiment d’hélicoptères de forces spéciales [RHFS] de l’Aviation légère de l’armée de Terre [ALAT] en remplacement de ses Caracal et Cougar entre l’été 2026 et le printemps 2029[28].

### Grèce- Contrat Export Grèce (août 2003)
Assemblés par Airbus Helicopters en France
- 20 TTH pour l'armée de Terre (Stratos Xiras)
- (4 TTH Special Operation Force en option)

### Italie- ContratNAHEMA/ NAHEMO
Assemblés par Leonardo en Italie
- 70 TTH pour l'Armée de terre italienne (Esercito italiano) (dont 10 avec repliage automatique des pales destinés à la Marine)
- 46 NFH pour la Marina militare
- (1 TTH/CSAR pour l'Aeronautica Militare en option)

### Norvège- Contrat Nordic (novembre 2001)
Assemblés par AgustaWestland en Italie
- 6 NFH/ASW pour la Marine royale norvégienne
- 8 NFH pour les Garde-côtes

Le 10 juin 2022, le ministre de la Défense norvégien annonce dans une conférence de presse que la Norvège va rendre ses NH90 au consortium NHIndustries et demander un remboursement d'environ 500 millions d'euros. Cet échec est principalement dû au manque de disponibilité récurrent de ces appareils qui n'ont pu assurer que 40 % des heures de vols prévues dans leur contrat opérationnel.

### Nouvelle-Zélande- Contrat Export Nouvelle-Zélande (avril 2005)
Assemblés par Airbus Helicopters en France
- 8 TTH Warrior pour la New Zealand Army
- 1 TTH pour les pièces de rechange[53]

### Oman- Contrat Export Oman (juillet 2004)
Assemblés par Airbus Helicopters en France
- 20 TTH pour l'armée de l'Air royale d'Oman[54],[55] dont un appareil accidenté en décembre 2017[56]. Destinés au remplacement des Bell 205 et 212, ils bénéficient de supports pour deux réservoirs additionnels ou d'un canon. Ils sont répartis entre le No. 14 Squadron de la base aérienne d'Al-Musanah et le No. 17 Squadron de la base aérienne de Salalah. Un détachement SAR (Search and rescue) du No. 14 est aussi stationné sur l'aéroport de Khasab[56].

### Pays-Bas- ContratNAHEMA/ NAHEMO
Assemblés par AgustaWestland en Italie
- 20 NFH Silverback pour la Marine royale néerlandaise (Koninklijke Marine)[57]

En 2013, de retour de la Mission Atalanta, des traces de corrosion excessives ont été observées sur deux appareils. Une expertise effectuée en mai 2014 avait repéré 92 malfaçons. Ceci avait conduit la ministre de la Défense, Jeanine Hennis-Plasschaert, à stopper les livraisons en juillet 2014. Elles ont finalement repris en décembre 2014 et les 14e et 15e exemplaires sont livrés pour la fin de l'année. Le consortium se serait engagé à prendre en charge les frais de réparations. 75 problèmes sont déjà corrigés, les autres devraient l'avoir été en début d'année 2015.

### Portugal- Contrat NAHEMO (juin 2001)
Assemblés par AgustaWestland en Italie
- 10 TTH pour l'Exército[60], annulés en 2012 mais le pays reste membre du programme NH90.

### Qatar- Contrat Export Qatar (mars 2018)
Assemblés par Airbus Helicopters en France
- 16 TTH pour la Force aérienne de l'Émir du Qatar[61]. Premier livré en décembre 2021.

Assemblés par Leonardo en Italie
- 12 NFH pour la Force aérienne de l'Émir du Qatar, première livraison le 30 mars 2022[61]. Fin de livraison estimée en 2025.

### Suède- Contrat Nordic (septembre 2001)
Assemblés par Airbus Helicopters en Allemagne et en France
- 13 TTH/SAR HKP14E à cabine rehaussée pour l'armée de Terre[62]

Assemblés par Patria en Finlande et Airbus Helicopters en France
- 5 TTH/ASW HKP14F à cabine rehaussée pour la Marine royale suédoise

### Allemagne
L'Allemagne est le troisième client de NHIndustries avec un total de cent appareils pour ses trois armées. Les premiers appareils de série ont été livrés en décembre 2006 et en mars 2013, l'Allemagne a réduit sa commande de 122 à 82 NH90 TTH et a commandé 18 NH90 en version marine NFH pour la Marine allemande (baptisés Sea Lion) pour remplacer ses hélicoptères Lynx et Seaking. En décembre 2015, 42 TTH ont été livrés, une campagne de modernisation débute pour les 28 premiers appareils livrés.
En 2017, quatre appareils sont déployés au Mali ainsi que quatre hélicoptères Tigre pour appuyer la MINUSMA dans des missions d'évacuations sanitaires et d'aérotransport pour les NH90, d'escorte de convois et d'appui-feu pour les Tigre.
Le 31 juillet 2019, la ministre allemande Annegret Kramp-Karrenbauer annonce vouloir commander pour la Marineflieger, la composante aéronavale de la Deutsche Marine, un nouveau lot de NH90 « Sea Lion » sans en préciser le nombre, toujours dans le but de remplacer ses 21 Sea King Mk-41 et 22 Sea Lynx Mk-88 vieillissants.
Un total de 99 appareils sont livrés fin 2018 mais seuls 12 étaient considérés comme opérationnels.

### Australie et Nouvelle-Zélande

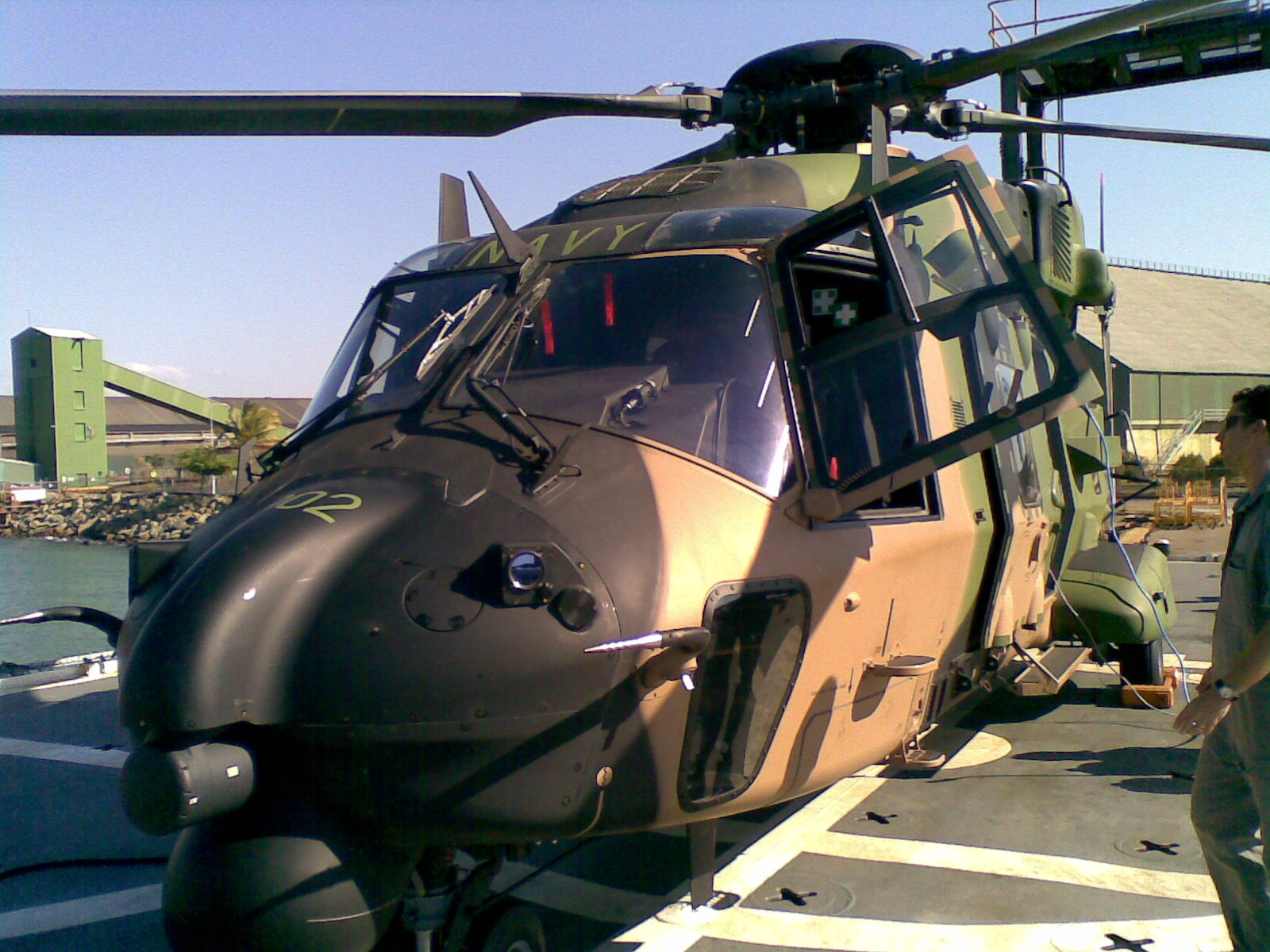
MRH90 de la Royal Australian Navy.

La filiale d'Airbus Helicopters en Australie, AGAP (Airbus Group Australia Pacific), emploie 1 200 personnes et va produire les 43 des 46 appareils destinés aux forces armées australiennes ainsi que les 9 vendus à l'armée de terre néozélandaise en 2006. Les commandes passées par le département de la Défense australien ayant pris du retard et les relations entre le gouvernent et Australian Aerospace s'étant tendues depuis 2011, un appareil supplémentaire a été offert à l'Australie ainsi que certaines améliorations de leurs unités.

#### MRH90 Taipan
Le MRH90 désigné par le nom de code « Taipan » (serpent venimeux endémique d'Australie) ou parfois « Cobra » (avant sa qualification opérationnelle) est la version australienne des TTH qui va remplacer les Black Hawk et Sea King de l'Australian Army et de la Royal Australian Navy. Le ministère australien de la Défense a initialement approuvé l'achat de 12 hélicoptères MRH90 dans le cadre du programme Air 9000 en août 2004 et de 34 appareils supplémentaires en juin 2006. Les premiers ont été livrés en décembre 2007 mais à la suite d'une panne moteur en 2010, son exploitation a été gelée pendant quatre mois. Australian Aerospace a signé un accord avec l'Australie en novembre 2011 pour résoudre les défauts identifiés sur les MRH90, et ce, afin d'assurer la ponctualité et la qualité des livraisons.
Après avoir annoncé vouloir remiser au plus tôt ses MRH90 en juillet 2020, la Marine australienne a confirmé l'achat de 12 MH60R américains en octobre 2021. Le pays a annoncé avoir été contrarié par une mauvaise gestion et aide de Airbus Helicopter ainsi que de performances en deçà de celles attendues. En 2023, il apparaît que les arguments ayant conduit à l’annonce des retraits du Taipan et du Tigre est liée à une campagne de dénigrement, non basée sur les faits, et à la vétusté du logiciel de maintenance utilisé par le ministère de la Défense.

#### NH90 néozélandais
En avril 2005, le ministère de la Défense choisit le NH90 en version TTH pour remplacer ses quatorze UH1 Huey en raison de ses capacités opérationnelles de tout temps (notamment pour les patrouilles maritimes près de l'Antarctique) et de sa capacité d'emport pour un hélicoptère utilitaire de tonnage moyen, la commande est passée en juillet 2006 et le premier vol a lieu le 4 mai 2009. Huit des appareils seront en service dans le troisième escadron de la Royal New Zealand Air Force et le dernier sera en rechange. Les dernières livraisons sont achevées en 2014, mais les appareils demeurent en test et développement avant de pouvoir être mis en situation opérationnelle pour les missions de l'Armée de terre et de la marine.

### Espagne
L'Espagne avait commandé 45 unités en 2005 et la livraison du premier exemplaire a été réalisée en 2014. En raison de problèmes budgétaires, la commande avait été réduite à 37 unités puis à 22 appareils désignés sous l'indicatif HT-29, produits localement par Airbus Helicopters Espagne et destinés aux Forces aéromobiles (FAMET).
En septembre 2018, une nouvelle commande est passée pour vingt-trois nouveaux hélicoptères (ramenant le total aux 45 appareils initiaux), répartis dans les trois armes : dix sont pour la FAMET, six pour l'Armée de l'air et sept pour la Marine.

### France
Les forces armées françaises utilisent les deux versions principales du NH90 ; la Marine nationale utilise la version navale (NFH) qu'elle a renommée « Caïman Marine » dans sa nomenclature, le premier appareil lui a été livré en 2010. La version destinée à l'Armée de terre est appelée « Caïman » (ou « Caïman Terre ») et est en service dans l'ALAT depuis 2012. Le COS commencera à disposer à partir de 2026 de la version FS (forces spéciales).
Le nom Caïman a été choisi car il évoque les aptitudes amphibie du NH90, et les similitudes de qualités avec l'animal : aptitude à se fondre dans l’environnement, à observer et à libérer une puissance importante au moment des attaques. De plus Caïman était l'indicatif radio de la flottille 33F dissoute en octobre 1999 et qui était dotée du prédécesseur du Caïman Marine, le Super Frelon. Les dates clef du programme Caïman sont :
- Mai 2006 : Premier vol du premier NFH.
- Mai 2010 : livraison du premier Caïman à la Marine.
- Octobre 2011 : livraison du cinquième Caïman à la Marine.
- Décembre 2011 : livraison du premier appareil au Groupement AéroMobilité de la Section Technique de l'Armée de terre[73].
- Décembre 2011 : mise en service opérationnel et réactivation de la flottille 33F.
- Janvier 2012 : livraison du premier appareil à l'Armée de terre[74].
- Avril 2012 : embarquement des premiers appareils sur frégate.
- Octobre 2012 : réactivation de la flottille 31F.
- Décembre 2013 : huit appareils sont disponibles dans la Marine, avec un taux de disponibilité de 47 % et un coût de 33,55 millions d'euros d'entretien programmé[75].
- Décembre 2013 : les trois premiers NH90 TTH sont livrés au 1er RHC de Phalsbourg, ils sont opérationnels à l'été 2014[73].
- 2014 : 11e livraison pour la Marine en avril, 12e en octobre[76], 13e en décembre[77], 4 en 2015 puis 2 par an jusqu'au 27e exemplaire.
- 2015 : 15e Caïman TTH le 16 juin 2015, il reste 53 exemplaires TTH à livrer à l'ALAT. 14e Caïman marine livré le 17 juillet 2015[78].
- Juillet 2016 : 18 Caïman TTH et 17 NFH en service.
- Décembre 2021 : Livraison du 27e et dernier NFH à la Marine Nationale[48].
- Janvier 2025, livraison du 63e et dernier TTH à l'Armée de terre[79],[45].

#### Caïman terre TTH et FS

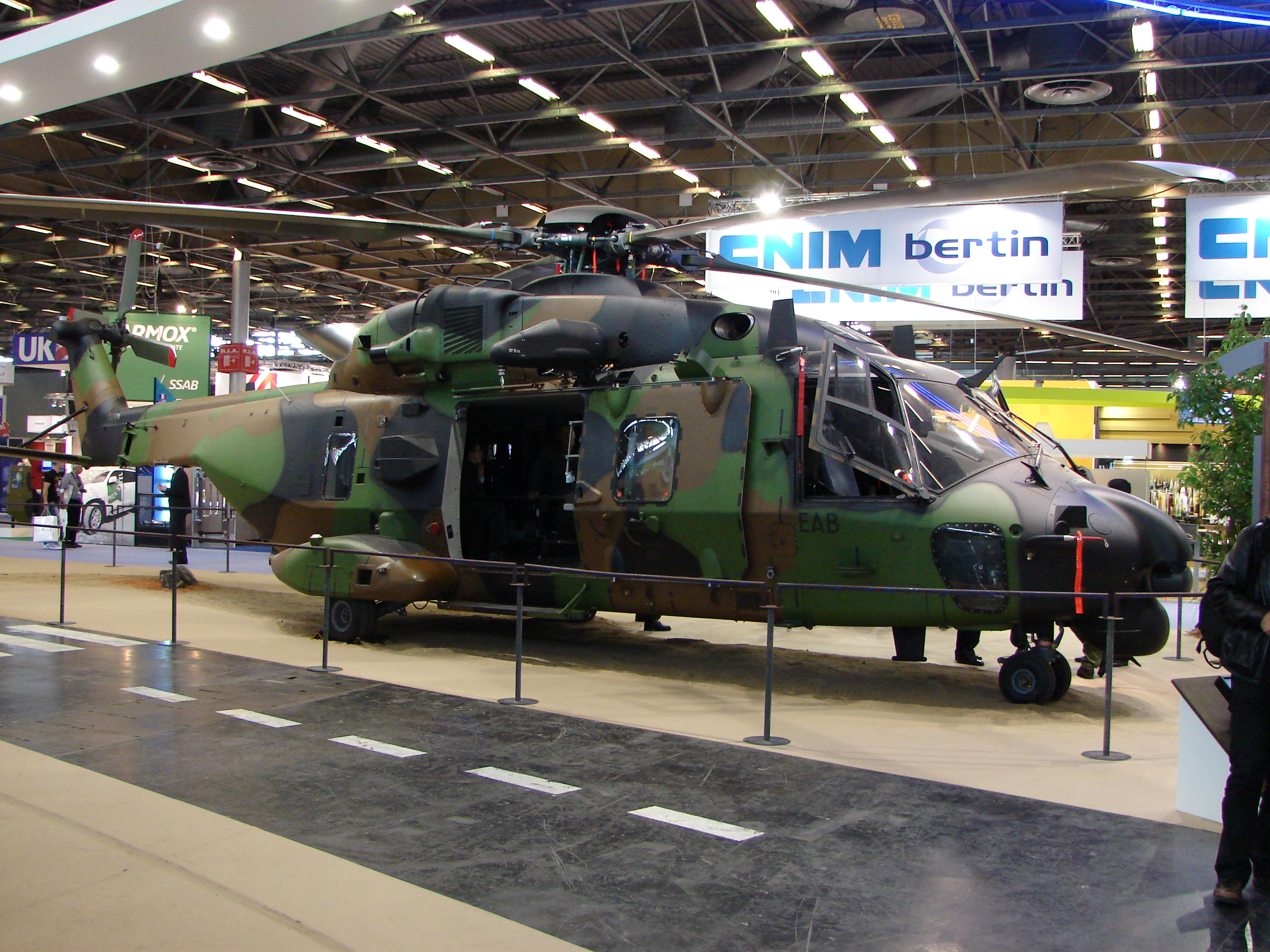
Le Caïman en version terrestre présenté à Paris.

Le Caïman (ou Caïman terre) est le nom opérationnel donné au NH90 qui est déployé au sein de l'Aviation légère de l'Armée de terre à partir de 2014. Il s'agit de la version de l'Armée de terre (Tactical Transport Helicopter) de l'hélicoptère européen.
Un premier appareil a été livré à la Section technique de l'Armée de terre (STAT) de Valence le 22 décembre 2011 et la formation au centre de formation interarmées du Cannet-des-Maures (CFIA) débute en avril 2013.
En janvier 2025, l'Armée de terre dispose de la totalité des 63 NH90 TTH commandés,, dix-huit NH-90 FS doivent être livrés à partir de la mi-2025.

#### Caïman Marine
Le Caïman Marine est le nom opérationnel donné au NHIndustries NH90 déployé au sein de la force maritime de l'aéronautique navale. Il s'agit de la version de la Marine nationale (Nato Frigate Helicopter) de l'hélicoptère européen.

##### Missions
Les missions qui lui sont confiées :
- prioritairement, des missions de combat naval : lutte anti-surface, anti sous-marine, actions de vive force en mer (dont contre-terrorisme maritime)
- des missions de soutien : sauvetage en mer, assistance aux bâtiments en détresse, évacuation sanitaire, logistique navale, transport de commandos.

Pourvus de tous les équipements nécessaires à un hélicoptère de combat embarqué, les 27 exemplaires commandés par la Marine Nationale, pourront accueillir un des 14 kits de lutte anti sous-marine commandés.
Mis en service opérationnel au niveau A, le 8 décembre 2011, le Caïman Marine est reconnu capable d'assurer les missions de secours maritime et de contre-terrorisme maritime. Durant le second semestre 2012, ils débutent les embarquements sur frégates, et au niveau B auront la capacité de tirer des torpilles. Il est déclaré « avion d'armes » le 13 mars 2015 avec une première capacité de lancer des torpilles MU90 Impact.
Le Caïman est appelé à évoluer à partir de plusieurs bâtiments et bases aéronautiques navales (BAN) :
- les bâtiments de la Marine nationale: de façon permanente et en priorité sur frégates (Frégates multimissions), mais également dans le Charles de Gaulle (porte-avions), et les BPC (Classe Mistral)
- la BAN de Lanvéoc-Poulmic (Finistère) au sein de la flottille 33F.
- la BAN d'Hyères (Var) au sein de la flottille 31F.

Selon la Marine nationale le Caïman Marine apporte une très grande amélioration des capacités de détection de ses bâtiments :
Le sonar FLASH confère une portée de détection 5 fois supérieures à celle du sonar DUAV-4 des hélicoptères Lynx de la génération précédente.

## Clients potentiels

### Échecs

#### Égypte
- La France proposa à l'Égypte d’acquérir des hélicoptères NH90[87] pour équiper ses bâtiments de projection et de commandement (BPC) de classe Mistral, mais aussi la frégate Tahya Misr, du type FREMM, ainsi que les quatre corvettes du type Gowind. L'Égypte choisit finalement d'acquérir quarante six Ka-52K Alligator pour équiper ses bâtiments de classe Mistral[88],[89]. Le Ka-52K était initialement pensé pour la marine russe lors du projet d’acquisition des deux navires de classe Mistral.
- L'AgustaWestland AW149 a été sélectionné le 25 avril 2019 au détriment du NH90 NFH pour l'achat de 20 à 30 appareils de recherche et sauvetage et de transport de troupes à terre[90],[91].

#### Norvège
Le NH90 était en compétition en 2012-2013 pour le remplacement des 12 Sea King Mk-43 pour des missions de recherche et sauvetage (programme NAWSARH). Il a été éliminé dès le premier tour avec le Sikorsky S-92 et le Boeing-Bell V-22 Osprey,. Le programme a été remporté par l'AgustaWestland EH101 Merlin.

## Accidents
Le 1er juin 2008, un NH90 de l'Armée de terre italienne s'est écrasé dans le Lac de Bracciano lors d'une démonstration aérienne, le pilote a été tué et les deux autres membres d'équipage sérieusement blessés,.
Le 25 décembre 2017, un NH90 de la Force aérienne royale d'Oman s’est écrasé lors d’un vol d’entraînement en vol nocturne,. L'appareil a heurté le sol alors qu'il évoluait en vol tactique à basse altitude. Le navigateur est décédé tandis que le pilote et le copilote sont blessés.
Le 28 août 2018 vers 18 h, un NH90 Caïman Marine français de la flottille 33F a connu un début d'incendie sur l'un des deux moteurs RTM322 et a dû se poser en urgence dans un champ près d'Argol,. Le feu s'est ensuite propagé au champ, brûlant une centaine de mètres carrés,. Les quatre marins présents à bord, qui revenaient d'un exercice, sont indemnes.
Le 17 octobre 2018 à 22 h 29, un NH90 Caïman français du 1er régiment d'hélicoptères de combat s'est écrasé sur le porte-hélicoptères amphibie (PHA) Dixmude à 70 nautiques de Dunkerque, l'accident faisant quatre blessés dont un grave. L'accident a eu lieu lors d'un exercice de nuit de posé-décollés par météo clémente (vent de nord de 10 nœuds, mer calme),. La machine serait « tombée sur le pont », ou « posée dur »,, ce qui aurait entrainé d'importants dommages sur la cellule et le rotor principal, et sur la superstructure du Dixmude à la suite de l'éclatement des pales au contact du pont. L'équipage est sorti indemne et les blessés sont parmi les marins travaillant sur le pont. Un blessé grave, chien jaune, a été d'abord pris en charge par l'hôpital de rôle 2 du PHA puis évacué par le Caïman Marine d'alerte SECMAR à Cherbourg pour l'hôpital d'instruction des armées Percy. Le Dixmude qui devait rallier la Norvège pour participer à l'exercice Trident Juncture 18 de l'OTAN a ensuite changé de cap en direction de Brest dans le cadre des enquêtes sur l'accident. Arrivé au port de Brest le vendredi 19 octobre, le NH90 accidenté, et couché sur le flanc, a été débarqué durant le week-end, ce qui a permis l'appareillage du Dixmude la semaine suivante pour l'exercice de l'OTAN. L'enquête a révélé l’oubli d’une saisine retenant l’hélicoptère au pont d’envol,,. L'officier marinier blessé conservera des séquelles physiques,. Le rapport du Bureau d’enquêtes pour la sécurité des aéronefs de l’État (BEA-É) est publié le 17 janvier 2020.
Le 1er avril 2019, un NH90 Caïman français de l'ALAT déployé dans le cadre de l'opération Barkhane a été victime d’une grave panne moteur obligeant l'appareil à effectuer un atterrissage d’urgence au milieu du désert malien. Un détachement de l'opération a alors été envoyé sur place pour sécuriser l'équipage bloqué pendant deux jours dans le désert ainsi que les mécaniciens chargés de remplacer la turbine défaillante,. D'après le général Michel Grintchenko, commandant de l'ALAT, cette situation fait partie des « cas non conformes ».
Le 20 juillet 2020 à 14 h 30, heure locale, un NH90 de la marine royale néerlandaise s'écrase en mer à environ 15 km au large d'Aruba. Deux des quatre membres d'équipage périssent.

## Coût opérationnel
En 2015, le coût par heure de vol du NH-90 est évalué à 9 519 euros par le ministère belge de la Défense. En 2020 le général-major Frederik Vansina indique que le coût d'une heure de vol « dépend du calcul, mais cela varie entre 10 000 et 15 000 euros. C'est plus cher qu'une heure de vol de F-16. C'est un hélicoptère très complexe à mettre en œuvre. »

## Culture populaire

### Cinéma
- Dans Tomb Raider (2018), les survivants quittent l'île du Yamatai à bord d'un NH90 de la Trinité.

### Séries
- Dans les premières minutes du premier épisode de Falcon et le Soldat de l'hiver, Sam Wilson, alias Falcon, affronte des NH90 de l'organisation « LAF » de Georges Batroc.

### Jeux vidéo
- Dans Call of Duty: Ghosts, il est présent dans presque toutes les missions du mode « Histoire », ainsi que dans le mode Extinction « Point of Contact », où l'hélicoptère qui dépose, appuie et extrait les joueurs est un NH90.

## Galerie d'images

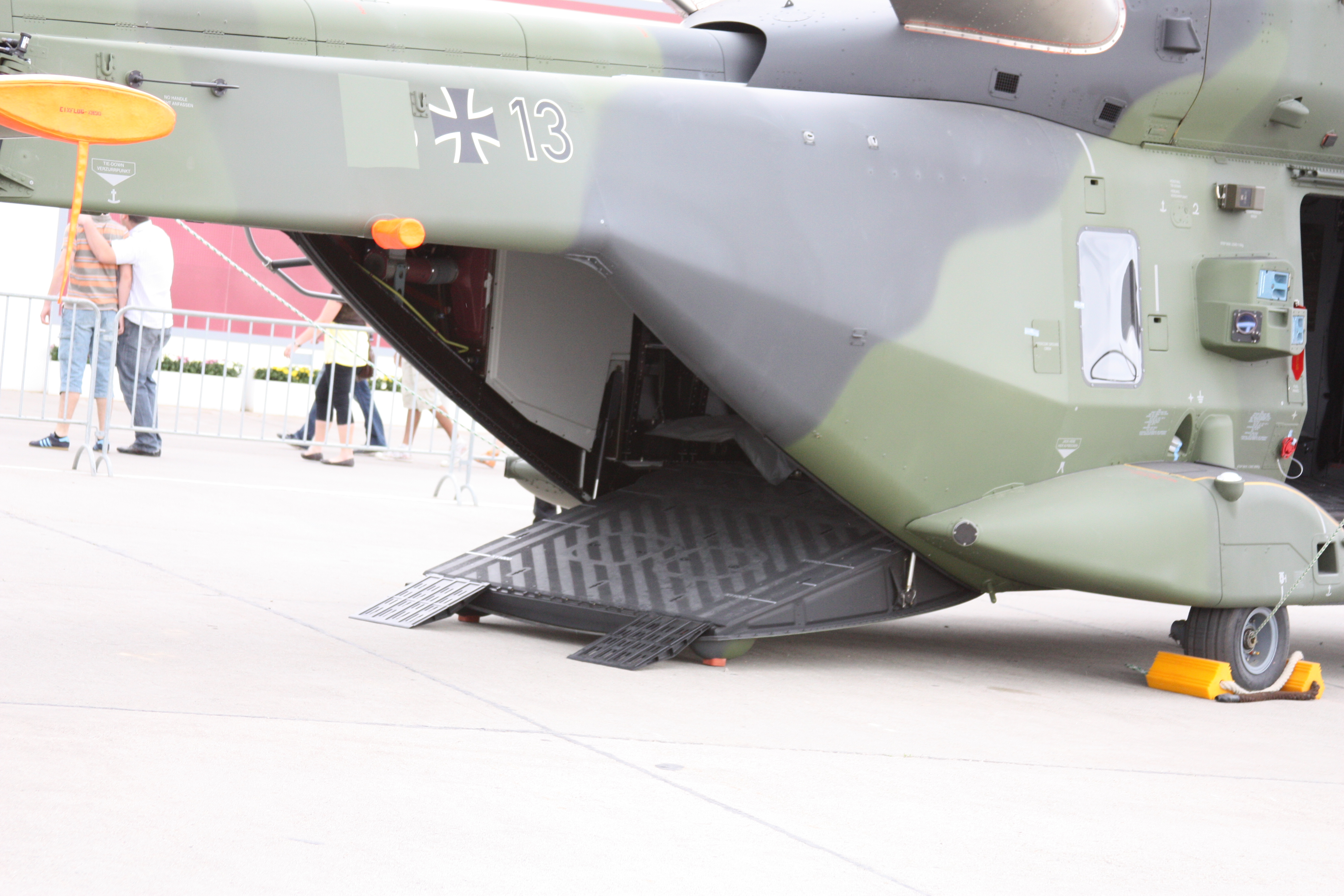
Vue arrière, on distingue la rampe d'accès permettant de charger un véhicule tout-terrain
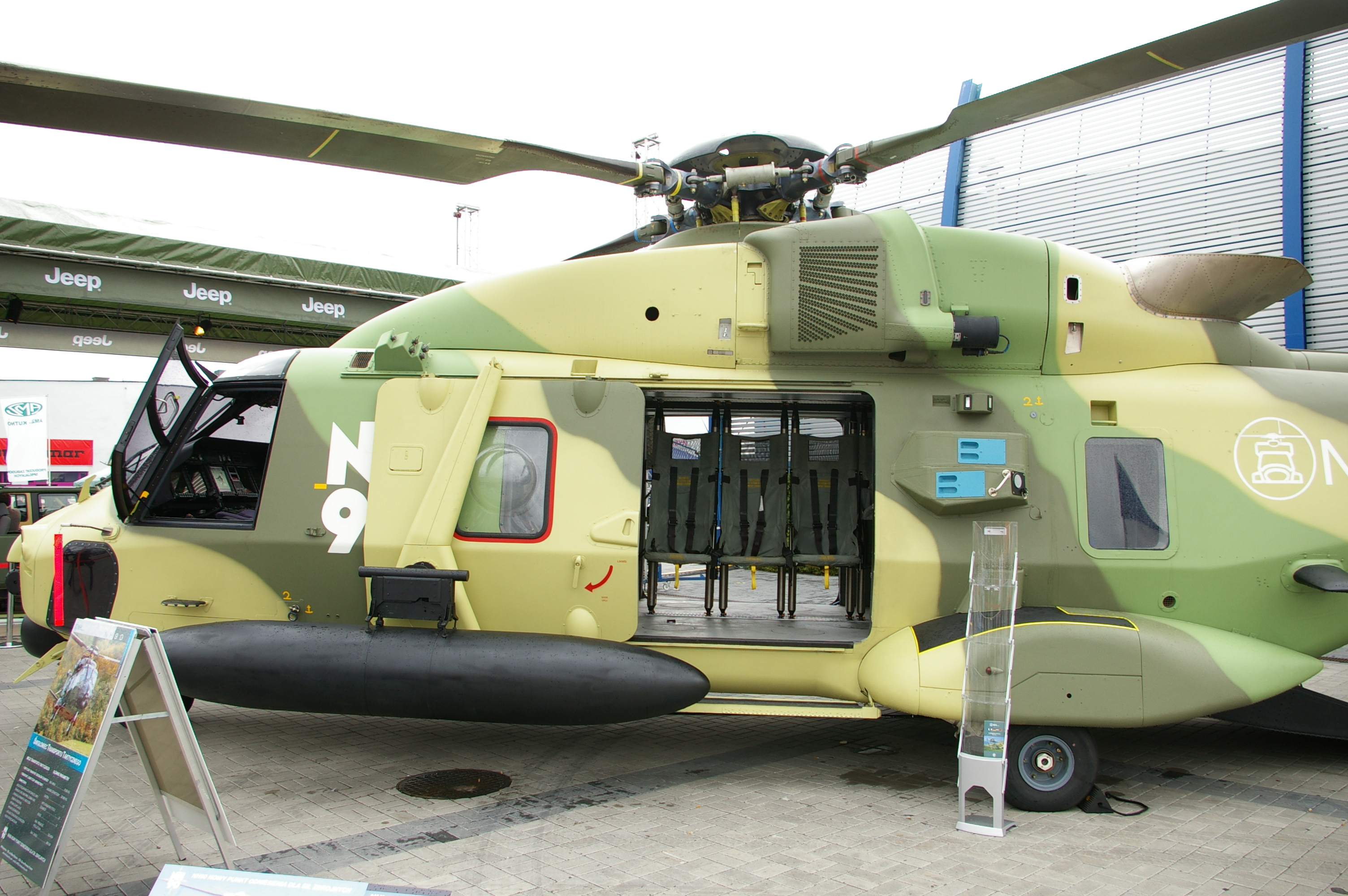
On remarque la capacité d'emport de réservoirs supplémentaires de carburant (500 kg).
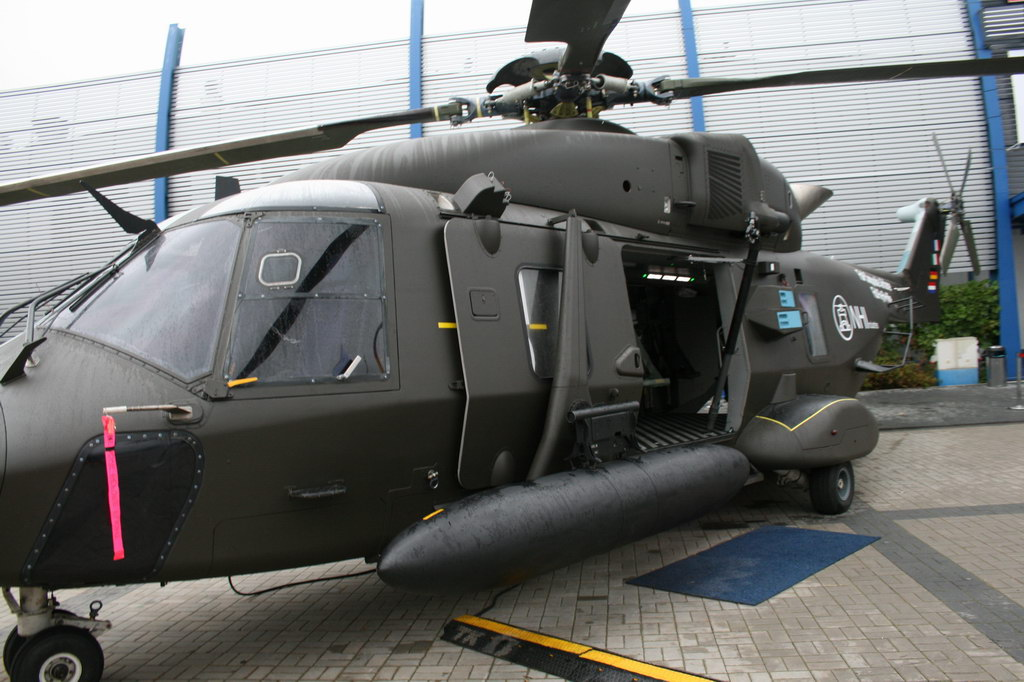
Autre vue des réservoirs supplémentaires
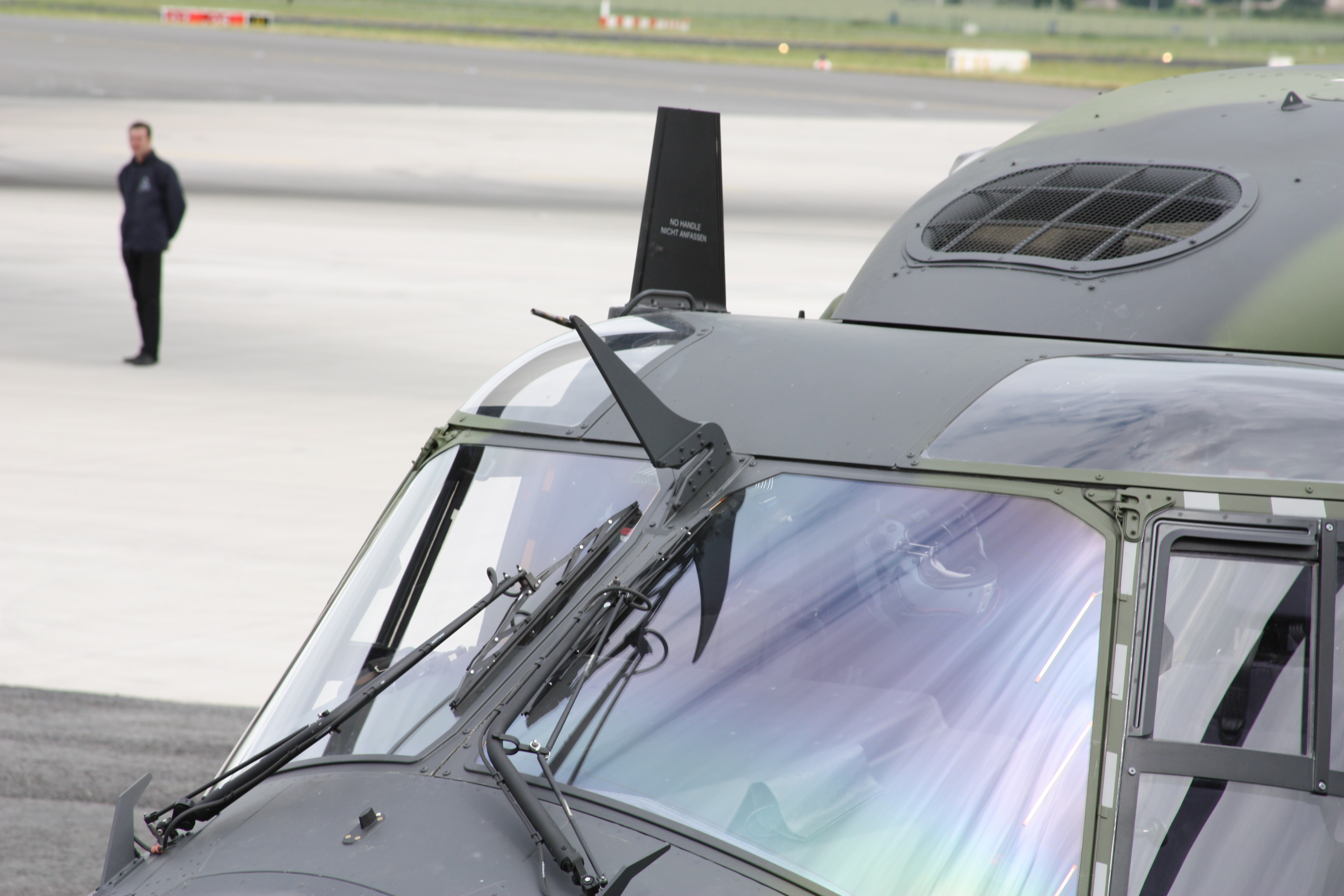
Avec coupe-câble
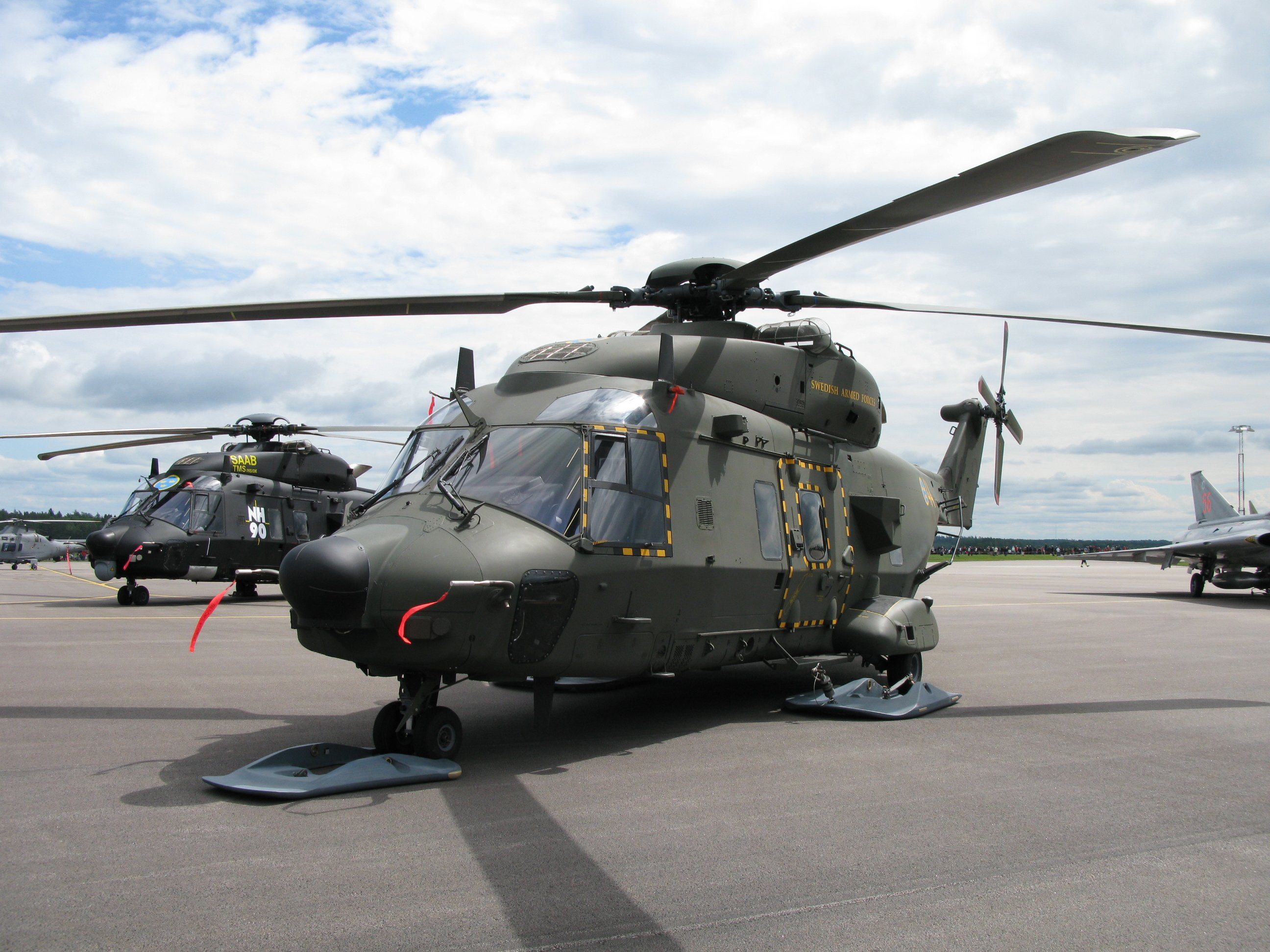
Avec plaques pour la neige
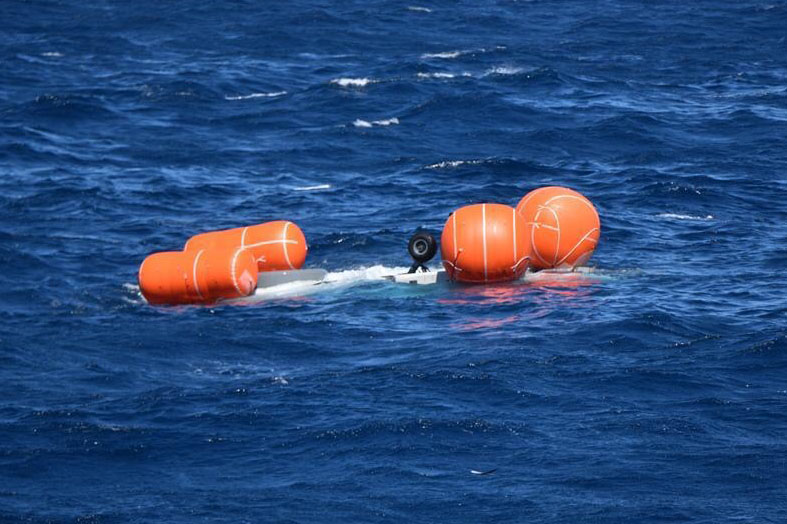
Version marine des Pays-Bas: ballons de flottabilité de secours l'empêchant de couler
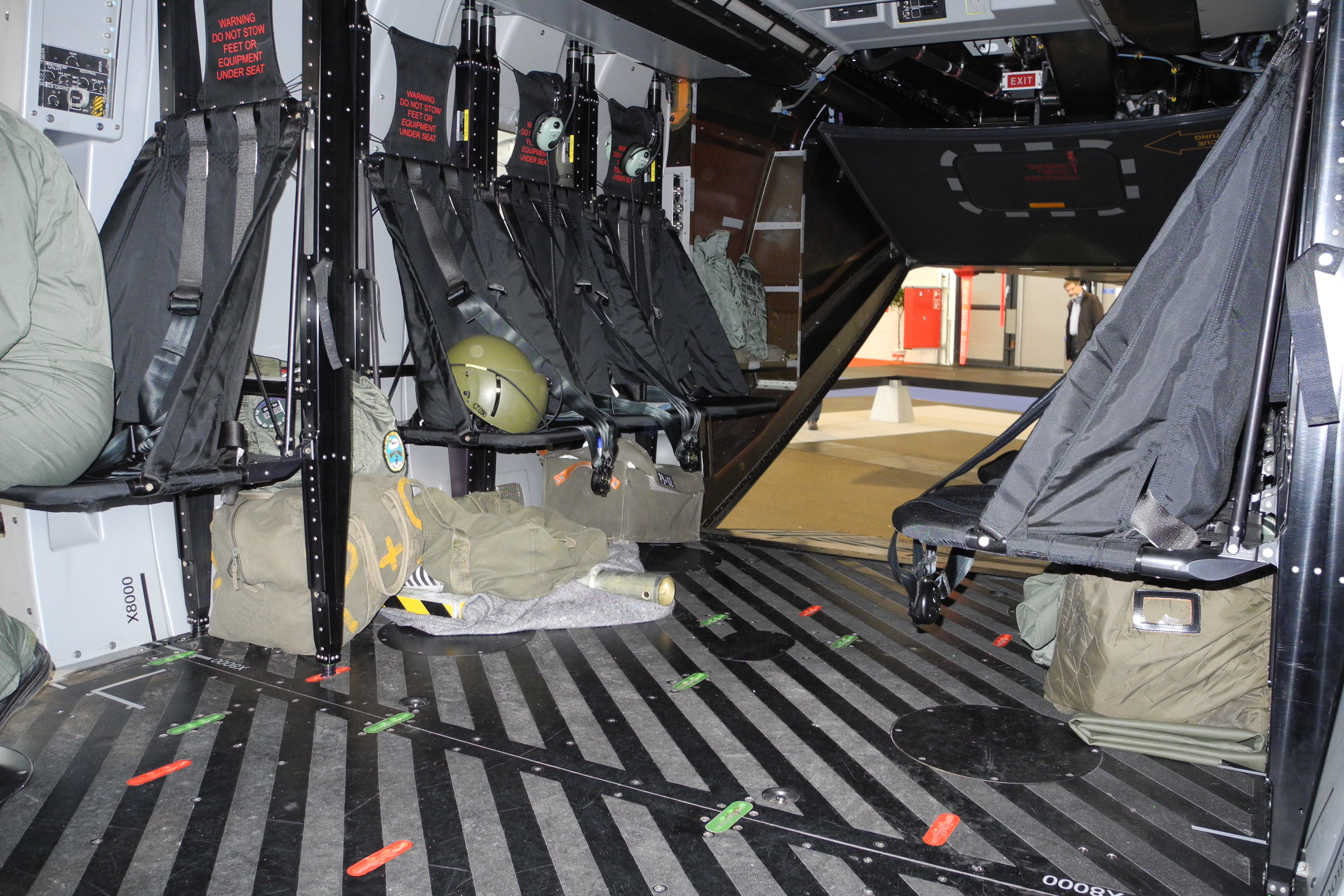
Vue de l'intérieur, partie passager, fret ou véhicule (avec sièges repliés)
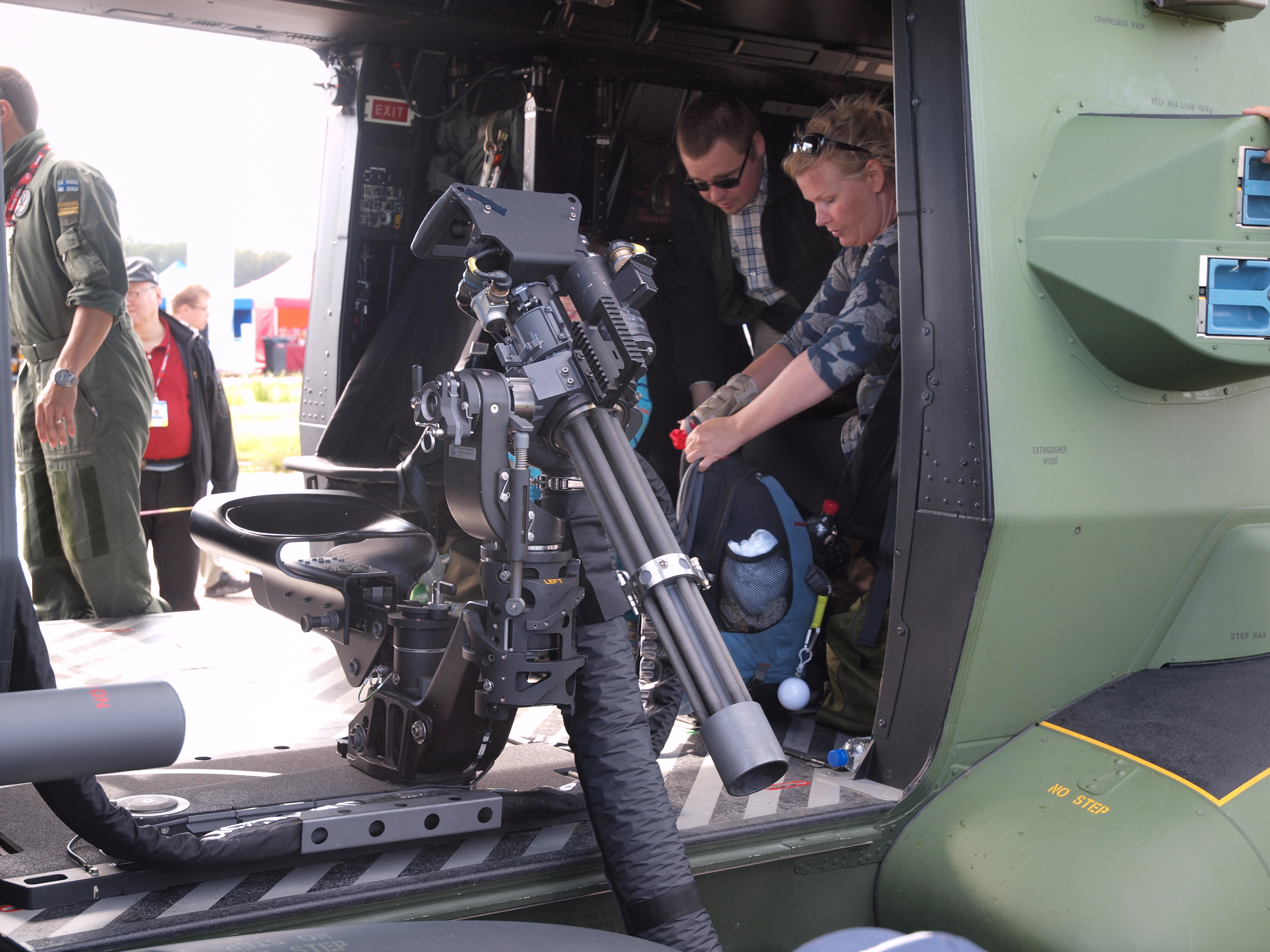
Avec mitrailleuse M134D embarquée
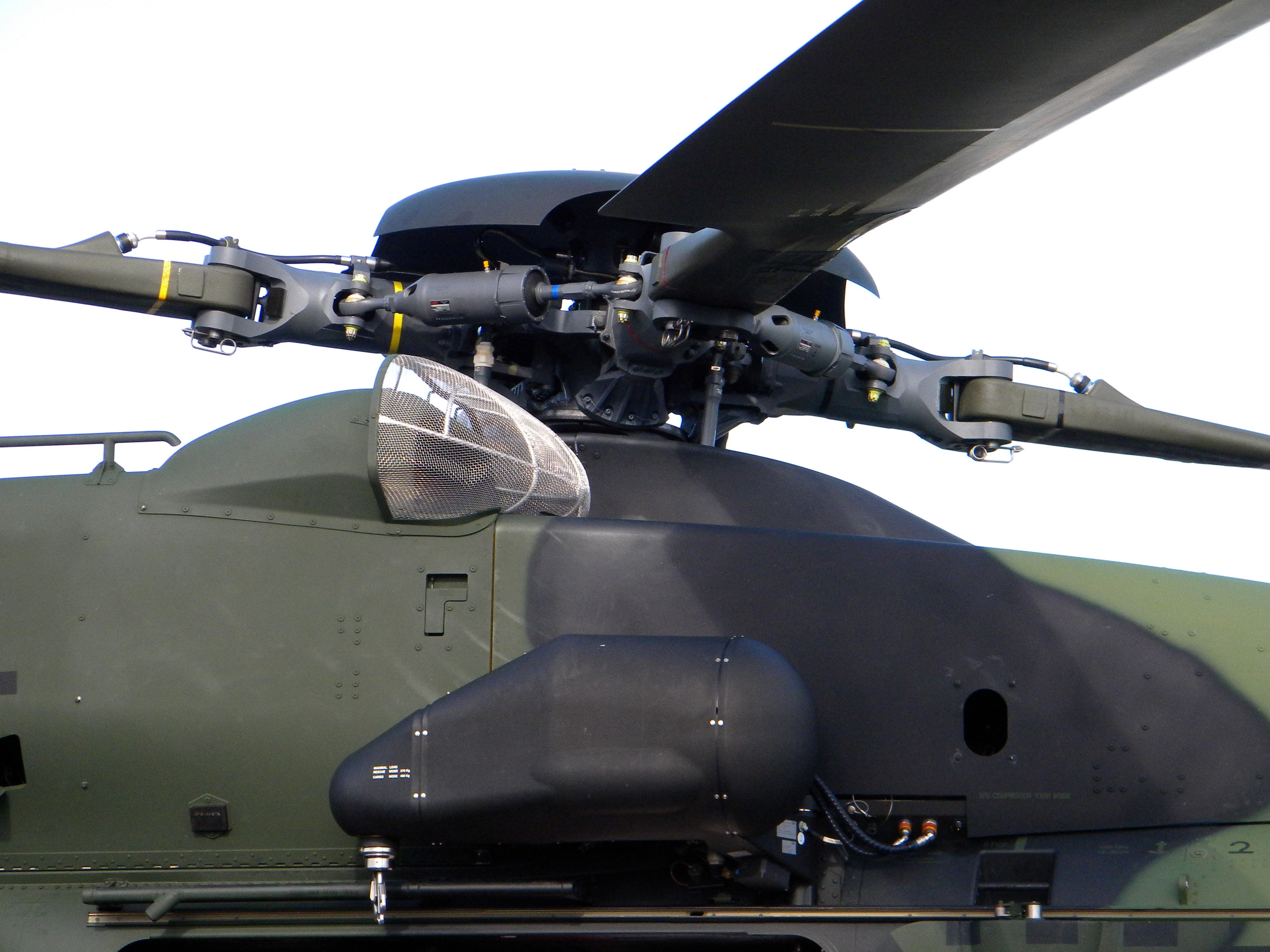
Avec grilles de protection contre les oiseaux sur les entrées d'air des moteurs.
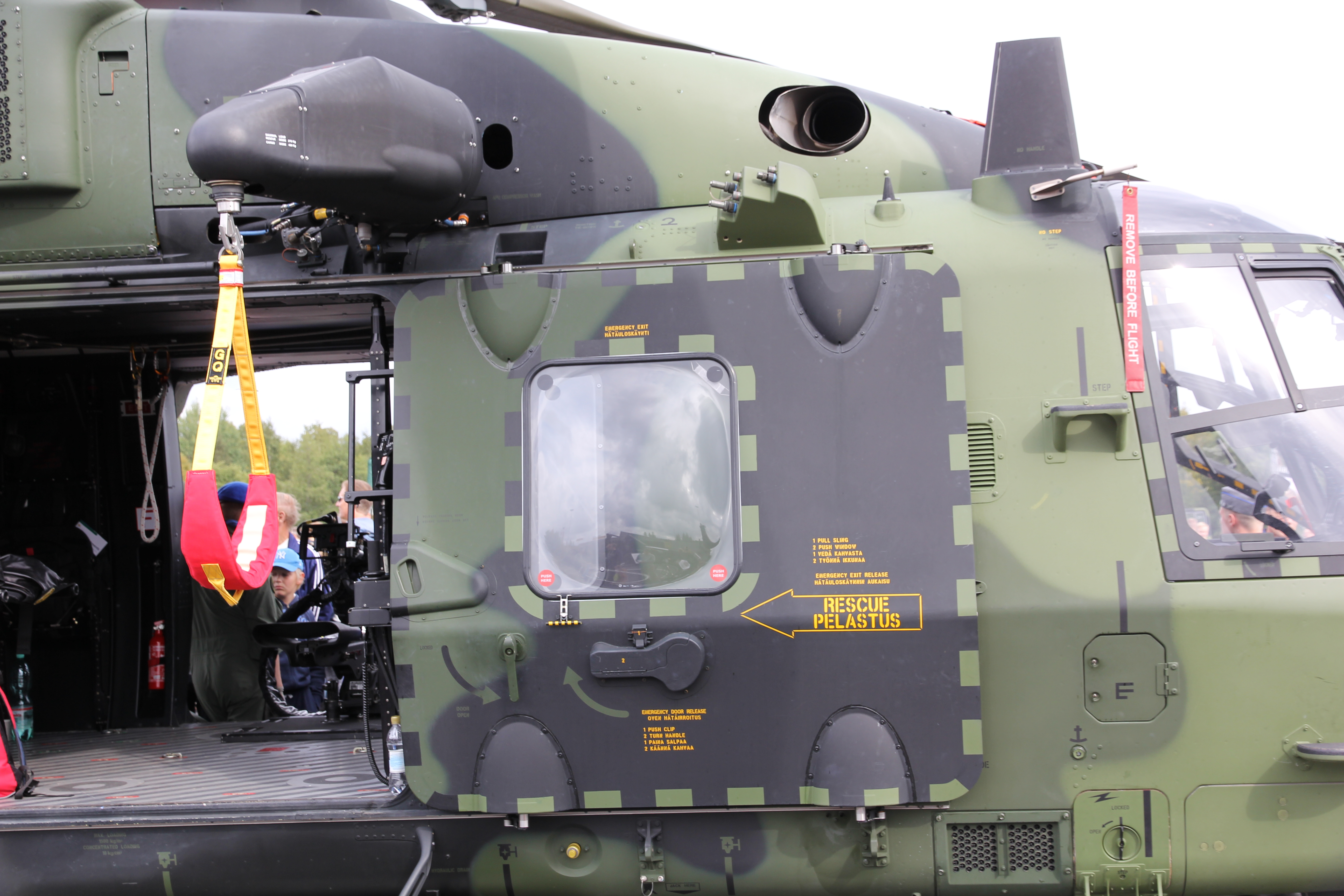
Avec treuil de secours
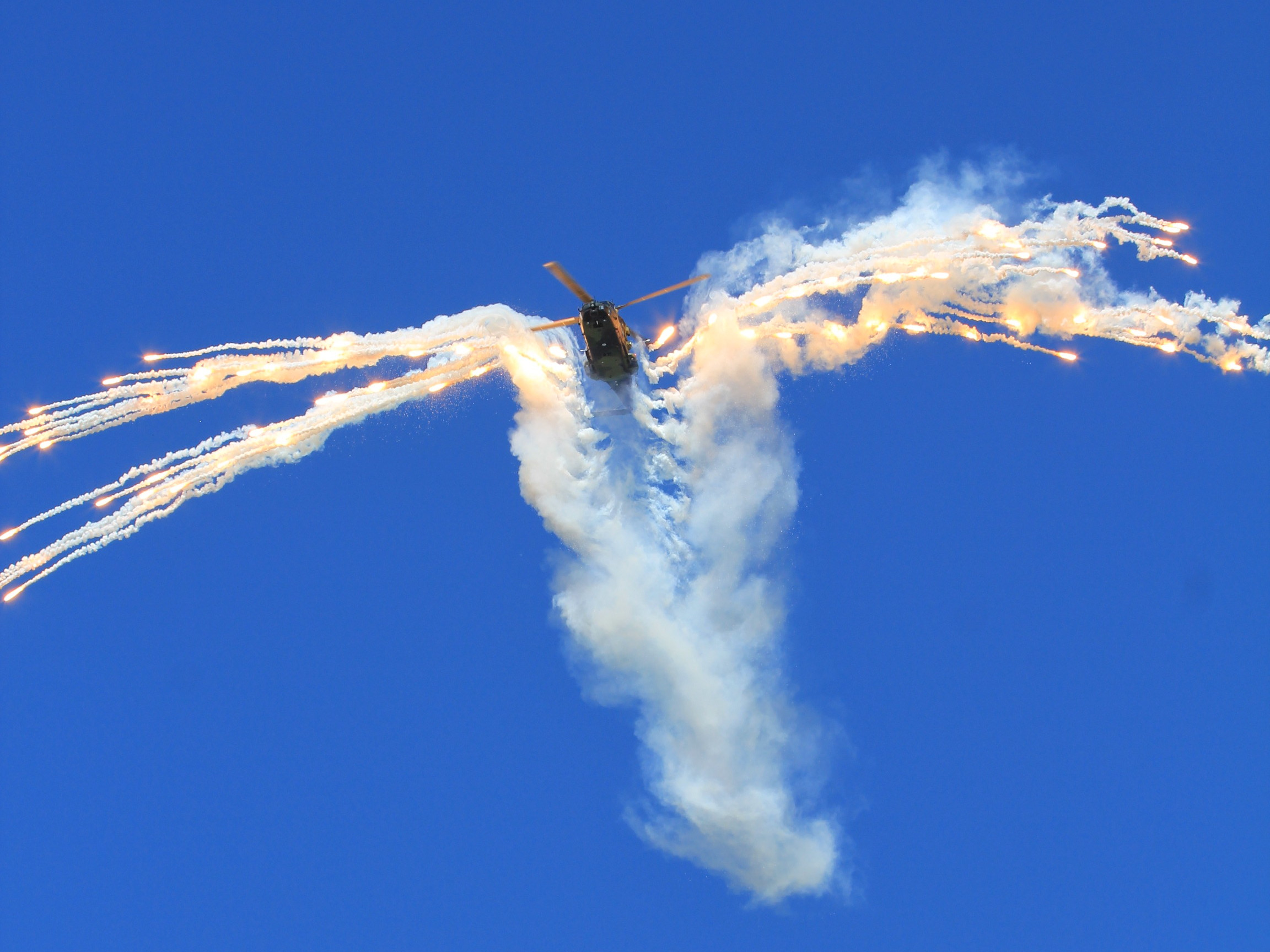
Leurres antimissiles infrarouge
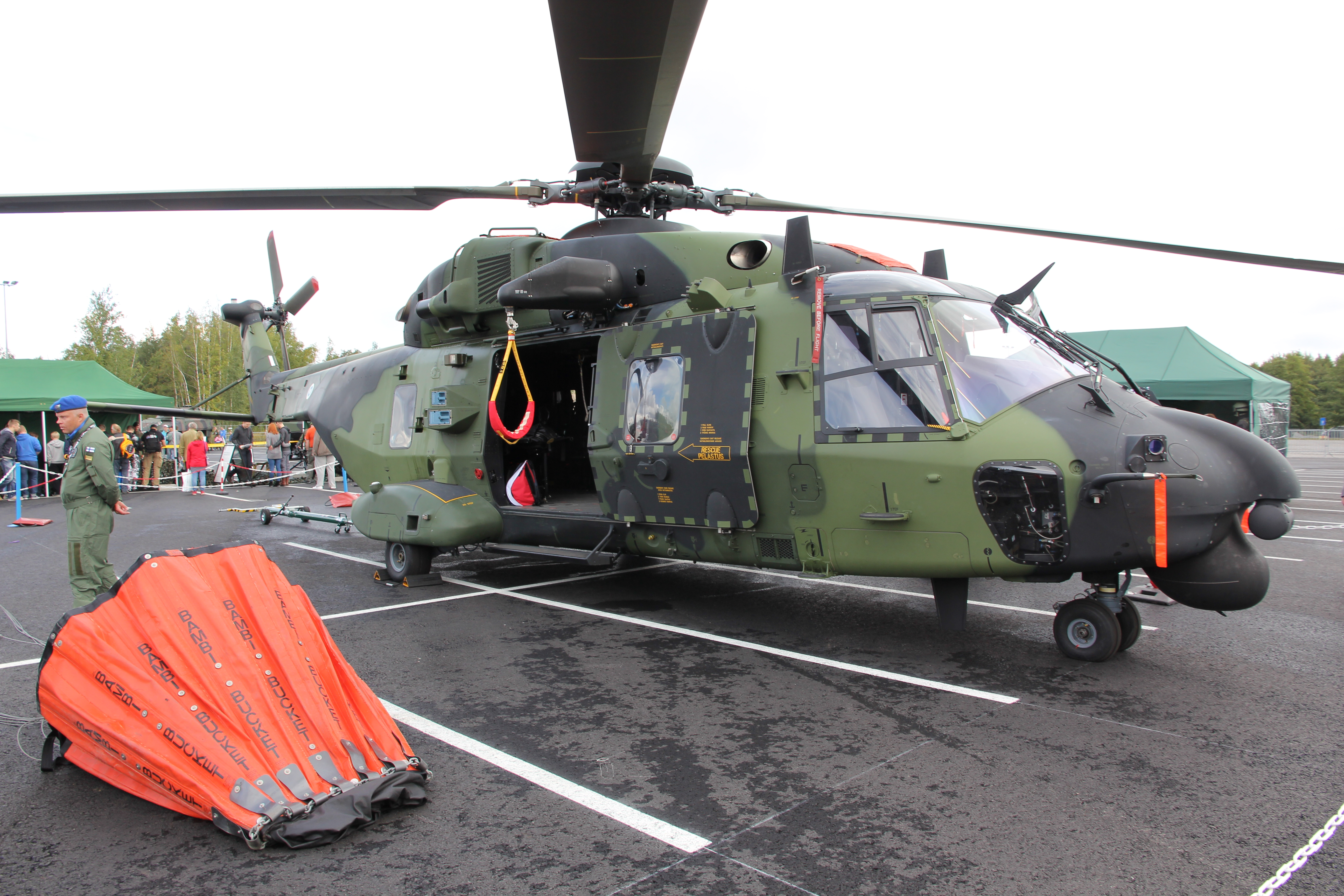
Panier/bambi bucket pour Hélicoptère bombardier d'eau